# صراع حزب الله وإسرائيل (2023–الآن)
صراع حزب الله إسرائيل (2023–الآن) أو كما يطلق عليه الاحتلال الإسرائيلي الجبهة الشمالية في حرب السيوف الحديدية أو جبهة الشمال (بالعبرية: החזית הצפונית במלחמת חרבות ברזל أو החזית הצפונית) هو صراع واشتباكات بدأت في 8 أكتوبر 2023 بين حزب الله اللبناني وإسرائيل عقب يوم واحد من انطلاق عملية طوفان الأقصى في غزة، حيث أطلق حزب الله صواريخ موجهة وقذائف مدفعية على المواقع التي تحتلها إسرائيل في مزارع شبعا، بهدف إسناد المقاومة في غزة (بحسب الحزب)، وردت إسرائيل بقصفِِ على الأراضي اللبنانية، وتطور لاحقاً لسلسلة من الضربات والمناوشات اليومية على طول الحدود اللبنانية الإسرائيلية. ظلَّ الاشتباك محصوراً في المناطق الحدودية لعدَّة أشهر، أي في شريط ضيِّق ما بين الخمسة والعشرة كيلو مترات على كلا الجانبين، وذلك ما عُرف بقواعد الاشتباك. وما لبثت أن تعمَّقت الاستهدافات لاحقاً بغارات إسرائيلية محدودة وقليلة وصلت إلى بعلبك وبيروت والنبطية وضواحي كل من صور وصيدا، كما ووصلت الرشقات الصاروخية التي أطلقها الحزب إلى صفد وقاعدة ميرون في الداخل الإسرائيلي، إضافةً إلى كريات شمونة والجولان. وهو أكبر تصعيد للصراع بين حزب الله وإسرائيل منذ حرب لبنان عام 2006.
شملت المناوشات عمليات اغتيال وقصف منازل وتدمير آليات وإسقاط طائرات مسيرة، كما وشملت محاولتي توغل بريًتين محدودتين من الجانب الإسرائيلي تم إحباطهما.
وفي شمال "إسرائيل"، أجبر الصراع المستمر على تهجير حوالي 200,000 شخصًا على مغادرة منازلهم،  بينما في جنوب لبنان، نزح أكثر من 1.2 مليون شخص .
حدث تصعيد كبير في سبتمبر 2024، بدءًا من انفجار أجهزة النداء في لبنان 2024. وبعد أيام، شن الجيش الإسرائيلي غارة في العاصمة اللبنانية بيروت وقتل عضوًا بارزًا في حزب الله وهو إبراهيم عقيل، الذي كان متورطًا في تفجيرات بيروت عام 1983. وبعد فترة وجيزة، صرح الجيش الإسرائيلي «أن هجماته ستستمر حتى يتمكن المواطنون الإسرائيليون في منطقة الصراع من العودة إلى منازلهم بأمان»، وتباعةً أسفرت غارات إسرائيلية وقعت يوم الاثنين 23 سبتمبر عن سقوط أعنف الضحايا وأكثرهم انتشارا في لبنان،  حيث قتل ما لا يقل عن 558 شخصًا وأصيب أكثر من 1835 شخصًا، بما في ذلك الأطفال والنساء والمسعفون، وفي 27 سبتمبر، قصفت القوات الجوية الإسرائيلية ودمرت مقر القيادة المركزية لحزب الله في بيروت، مما أسفر عن مقتل زعيم حزب الله حسن نصر الله وقادة آخرين. وفي 1 أكتوبر، بدأ الجيش الإسرائيلي غزوًا محدوداً لجنوب لبنان، وأعلن أنه كان ينفذ غارات سرية صغيرة في لبنان منذ أشهر.
في يوم الثلاثاء 26 نوفمبر 2024 وبعد ما يقارب الشهرين منذ بِدء الغزو البري للبنان، تم إعلان التوصُّل إلى اتفاق لوقف إطلاق النار لمدَّة ستين يوماً، وصدَّقت إسرائيل عليه، حيث يدخل الاتفاق حيِّز التنفيذ بدءاً من فجر يوم الأربعاء 27 نوفمبر. وبعد انتهاء مدة الستين يوماً في يوم الأحد  26 يناير 2025، أعلنت وزارة الصحة اللبنانية عن مقتل 22 لبنانياً بينهم جندي في الجيش، وأصيب 124 كحصيلة أولية لاعتداءات قوات الاحتلال الإسرائيلي، أثناء عودتهم إلى قراهم وبلداتهم في الجنوب بعد انقضاء الفترة المتفق عليها في اتفاق وقف إطلاق النار، فقد أعلن الاحتلال الإسرائيلي عدم سحب قواته من الجنوب وحظر على أهالي 66 قرية وبلدة العودة إلى قراهم، ومن حاول العودة يتعرض لإطلاق النار من قبل قوات الاحتلال، وجرَّاء هذه الاعتداءات الإسرائيلية سقط عدد من القتلى في بلدات العديسة وميس الجبل ومركبا وعيترون وبليدا وحولا. فيما أعلنت الولايات المتحدة تمديد اتفاق وقف إطلاق النار لثلاثة أسابيع إضافية حتى 18 فبراير 2025، مع عدم التزام إسرائيل ببنود الاتفاقية ورفضها سحب قواتها من جنوب لبنان. في حين أعلن الأمين العام لحزب الله نعيم قاسم، رفض الحزب القاطع لأي مبررات لتمديد مهلة انسحاب القوات الإسرائيلية من الأراضي اللبنانية في الجنوب، وشدَّد على ضرورة التزام إسرائيل وانسحابها من جنوب لبنان، وأنَّ الولايات المتحدة وفرنسا يتحملان تداعيات ذلك، وأشار إلى أنَّ حزب الله التزم بعدم خرق الاتفاق منذ بِدء سريانه في 27 نوفمبر 2024 وحتى انتهاء الفترة المتفق عليها في الوقت الحالي، في حين أنَّ إسرائيل خرقته 1350 مرة.
في مساء يوم الثلاثاء 28 يناير 2025 بعد يومين من انتهاء فترة اتفاق وقف إطلاق النار، التي تم تمديدها من طرف الولايات المتحدة فقط دون مصادقة حزب الله على ذلك، واصلت إسرائيل خرقها وشنَّت غارتين على مدينة النبطية، حيث استهدفت بالغارة الأولى سيارة من طراز "بيك آب" بصاروخ موجَّه في النبطية الفوقا قرب مفرق الدير ما أدى إلى وقوع 14 إصابة في حصيلة أولية، وارتفع العدد إلى 24 جريحاً، واستهدفت بالغارة الثانية محيط استراحة الفرح على طريق زوطر، كما أطلق جنودها النار في البلدات الحدودية ما أسفر عن وقوع جرحى، حيث أعلن الجيش اللبناني عن إصابة جندي وثلاثة مواطنين في جنوب البلاد برصاص جنود الاحتلال الإسرائيلي.
وفي 9 أبريل قال مسؤول بجماعة حزب الله لوكالة رويترز، إن الجماعة ستناقش مع الرئيس عون نزع سلاحها لأول مرة. وأضاف المسؤول في هذا السياق أنها يجب على إسرائيل الانسحاب من الأراضي اللبنانية ووقف هجماتها. وجاء ذلك بعد ما قالت نائبة المبعوث الأميركي إلى الشرق الأوسط مورغان أورتاغوس إن "لبنان ملتزم بهذه الخطوة وفق بنود القرار الأممي 1701، الذي ينص على نزع سلاح حزب الله على جميع الأراضي اللبنانية".
كما في 15 أبريل 2025 قال الرئيس عون لصحيفة العربي الجديد إنه يريد أن تكون عام 2025 عام نزع سلاح حزب الله، وإن أعضاء حزب الله يمكن التحاقهم بالجيش اللبناني إذا استوفوا الشروط. وأضاف عون أن هو ونبيه بري متفقان على أهمية حل سلاح حزب الله واحتكار السلاح بيد الدولة.

## الخلفية
منذ نشأة حزب الله وحتى الوقت الحاضر، كان القضاء على كيان إسرائيل هدفًا أساسيًا لحزب الله. يعارض حزب الله حكومة وسياسات كيان إسرائيل، والمدنيين اليهود الذين وصلوا بعد عام 1948. ويقال إن بيان الحزب الصادر عام 1985 ينص على أن "نضالنا لن ينتهي إلا عندما يتم محو هذا الكيان [إسرائيل]. ونحن لا نعترف بأي معاهدة معه، ولا وقف لإطلاق النار، ولا اتفاقات سلام". خاض حزب الله العديد من الصراعات مع إسرائيل بما في ذلك الصراع في جنوب لبنان (1985–2000)، ثُمَّ صراع مزارع شبعا 2000–06، وصولاً إلى حرب لبنان 2006.
منذ طرد الفلسطينيين وهروبهم عام 1948، كان للاجئين الفلسطينيين وجود في جنوب لبنان، وتم إنشاء العديد من مخيمات اللاجئين، مما جلب العديد من الفصائل الفلسطينية إلى جنوب لبنان، حيث تم استخدامه في كثير من الأحيان كمركز لإطلاق الصواريخ على شمال إسرائيل. كان مقر منظمة التحرير الفلسطينية في لبنان بعد طردها من الأردن، وقد شاركوا في التمرد حتى تم طردهم إلى تونس بعد حرب لبنان عام 1982. جاء اندلاع الحرب بين حماس وإسرائيل في أعقاب إعلان حزب الله دعمه وإشادته بهجوم حماس على إسرائيل، الذي وقع في 7 أكتوبر، والذي شاركت فيه الفصائل الفلسطينية في لبنان على الفور.

### اشتباكات أبريل 2023
في 6 أبريل 2023، بعد اشتباكات الأقصى 2023 التي بدآت اقتحام الجيش الإسرائيلي لباحات المسجد الأقصى في القدس، أُطلقت عشرات الصواريخ من لبنان على إسرائيل، مما أدى إلى إصابة ثلاثة مدنيين إسرائيليين. وقال الجيش الإسرائيلي إنه اعترض 25 صاروخًا تم إطلاقها، وكانت الهجمات أكبر تصعيد بين الجانبين منذ حرب لبنان عام 2006.
ووصفت قوة الأمم المتحدة المؤقتة في لبنان (اليونيفيل) الوضع بأنه "خطير للغاية" وحثت على ضبط النفس.
وفي 15 يوليو/تموز، أطلق الجيش الإسرائيلي طلقات تحذيرية واستخدم وسائل لتفريق أعمال الشغب على 18 شخصاً، بينهم صحفيون وبرلمانيون عبروا الحدود من لبنان وساروا مسافة 80 متراً داخل الأراضي التي تحتلها إسرائيل.

## الأحداث

### عملية طوفان الإقصى وهجوم حماس
في السابع من أكتوبر عام 2023 هاجمت المقاومة الفلسطينية مستوطنات غلاف غزة وقتل بالهجوم أكثر من 1400 إسرائيلي وأسرت أكثر من 250 وعادت بهم إلى قطاع غزة. أثارت هذه العملية الخاطفة والمفاجئة اهتمام الصحافة والرأي العام العالمي، كما وأثارت موجة من التهديدات والتصريحات للمسؤولين الإسرائيليين وحلفائهم. على الجانب الآخر، يعتبر حزب الله من أبرز المناصرين للمقاومة الفلسطينية وقضيّتها، وقام الحزب في اليوم التالي بقصف مزارع شبعا المحتلة كتضامن وإسناد للفلسطينيين. يصرّح مسؤولو الحزب أن هدف هذه الضربات منذ الثامن من أكتوبر، كان ردع إسرائيل عن القيام بأي عمل عدائي تجاه لبنان (إضافةً إلى إسناد غزة)،[بحاجة لمصدر] إذ إن التحفز الإسرائيلي كان على أشده بعد نكسة السابع من أكتوبر. كما يقولون أن هجمات السابع من أكتوبر كانت مفاجئة حتى للحزب نفسه، إذ لم يكن هناك تنسيق بين حماس والحزب حول توقيت العملية.
وتأتي عمليات حزب الله في سياق ما يسمى بطوفان الأقصى، الذي بدأته فصائل المقاومة في غزة، وساهمت فيه كل من المقاومة العراقية باستهداف القواعد الأمريكية في سوريا والعراق، واستهداف الداخل الإسرائيلي أحياناً، وجماعة أنصار الله اليمنية بقصف السفن الإسرائيلية في البحر الأحمر واستهداف إيلات مرات عدة. وتجدر الإشارة إلى أن مجمل هذه الحركات والأحزاب مدعومة وممولة من إيران.[بحاجة لمصدر] كما حاولت إيران تهرّب أمولًا وأسلحةً للحزب عبر مطار بيروت الدولي، حيث استخدمت طائرات شركة ماهان إير المدنية.

### هجوم مزارع شبعا
في صباح يوم 8 أكتوبر/تشرين الأول، أطلق حزب الله صواريخ وقذائف على مواقع في منطقة مزارع شبعا حيث إستهدفت مواقع الرادار زبدين ورويسات العلم. رداً على ذلك، أطلق الجيش الإسرائيلي قذائف مدفعية وطائرة بدون طيار على جنوب لبنان.
في 11 أكتوبر، أطلق حزب الله صواريخ مضادة للدبابات على موقع للجيش الإسرائيلي. ورداً على ذلك، قصف الجيش الإسرائيلي المنطقة التي وقع فيها الهجوم. واستقبل المستشفى اللبناني الإيطالي في صور ثلاثة مدنيين مصابين. أمر الجيش الإسرائيلي سكان شمال إسرائيل بالبحث عن مأوى بعد ورود أنباء عن إطلاق طائرات بدون طيار من جنوب لبنان.
في التاسع من أكتوبر، تبادلت إسرائيل سلسلة من الغارات الجوية على جنوب لبنان بالقرب من بلدات مروحين وعيتا الشعب ودايرة في قضاء بنت جبيل، وكان ذلك بعد تسلل عدد كبير من المسلحين الفلسطينيين عبر الحدود الإسرائيلية. وقتلت قوات الإحتلال الإسرائيلية اثنين على الأقل ومن المرجح أن يكونوا فلسطينيين، بينما عاد ثالث إلى لبنان، وأعلن مصدر إعلامي لحزب الله أن أحد أعضائه استشهد في انتقام قوات الإحتلال الإسرائيلي. ونفى حزب الله تورطه في الحادث، وأعلنت حركة الجهاد الإسلامي الفلسطينية مسؤوليتها عن التسلل المسلح. وأعلن حزب الله لاحقًا عن مقتل مسلحين آخرين في الليل. وأطلق حزب الله الصواريخ والمدفعية ردًا على ذلك. وخلال الاشتباكات، قتل جنديان إسرائيليان والمقدم عليم عبد الله، نائب قائد اللواء 300 في جيش الإحتلال الإسرائيلي، متأثرين بجراح أصيبوا بها بنيران العدو على الحدود وأصيب ثلاثة آخرون.
تم إطلاق صاروخ باتريوت لاعتراض مقذوف مشبوه، وبعد ذلك وجد جيش الإحتلال الإسرائيلي أن الجسم المعني لم يكن طائرة بدون طيار. تم تنشيط صفارات الإنذار في جميع أنحاء شمال إسرائيل بعد ظهور تقارير تفيد بأن ما يصل إلى 20 متسللاً على متن طائرات شراعية دخلوا الأراضي الإسرائيلية من لبنان، قبل أن يرفض جيش الإحتلال الإسرائيلي التقرير باعتباره إنذارًا كاذبًا. وأطلق حزب الله الصواريخ والمدفعية ردًا على ذلك. وخلال الاشتباكات، قتل جنديان إسرائيليان والمقدم عليم عبد الله، نائب قائد اللواء 300 في الجيش الإسرائيلي، متأثرين بجراح أصيبوا بها بنيران العدو على الحدود وأصيب ثلاثة آخرون. وأعلن مصدر إعلامي لحزب الله أن أحد أعضائه توفي في انتقام الجيش الإسرائيلي. ونفى حزب الله تورطه في الحادث، وأعلنت ميليشيا الجهاد الإسلامي الفلسطينية مسؤوليتها عن التسلل المسلح. وأعلن حزب الله لاحقًا عن مقتل مسلحين آخرين في الليل. وأطلق حزب الله الصواريخ والمدفعية ردًا على ذلك. وخلال الاشتباكات، توفي جنديان إسرائيليان والمقدم عليم عبد الله، نائب قائد اللواء 300 في الجيش الإسرائيلي، متأثرين بجراح أصيبوا بها بنيران العدو على الحدود وأصيب ثلاثة آخرون. تم إطلاق صاروخ باتريوت لاعتراض مقذوف مشبوه، وبعد ذلك وجد الالجيش الإسرائيلي أن الجسم المعني لم يكن طائرة بدون طيار. تم تنشيط صفارات الإنذار في جميع أنحاء شمال إسرائيل بعد ظهور تقارير تفيد بأن ما يصل إلى 20 متسللاً على متن طائرات شراعية دخلوا الأراضي الإسرائيلية من لبنان، قبل أن يرفض قصف التقرير باعتباره إنذارًا كاذبً.

### التصعيد
وقال نائب الأمين العام لحزب الله الشيخ نعيم قاسم: "عندما يحين وقت القيام بأي عمل سننفذه"، مشيراً إلى أن حزب الله مستعد وسيساهم في المواجهات ضد إسرائيل وفقاً لخطته. أطلق الجيش الإسرائيلي نيران المدفعية على جنوب لبنان في أعقاب انفجار تسبب في أضرار طفيفة لقسم من الجدار الحدودي الإسرائيلي اللبناني بالقرب من كيبوتز هانيتا. أطلق حزب الله 50 قذيفة هاون وستة صواريخ مضادة للدبابات باتجاه خمس مواقع إسرائيلية في مزارع شبعا. في 15 أكتوبر، أطلق حزب الله خمسة صواريخ مضادة للدبابات باتجاه شمال إسرائيل. وقالت قوة الأمم المتحدة المؤقتة في لبنان إن مقرها في الناقورة بجنوب لبنان تعرض لقصف صاروخي دون الإبلاغ عن وقوع إصابات. قُتل الملازم أميتاي غرانوت، قائد الكتيبة 75 من لواء الجولان التابع للجيش الإسرائيلي وابن الحاخام تامير غرانوت، في هجوم صاروخي على موقع للجيش الإسرائيلي على الحدود مع لبنان. وأدى قصف الجيش الإسرائيلي إلى مقتل اثنين من المدنيين في قرية شبعا؛ وأظهرت أدلة مصورة وفوتوغرافية استخدام قنابل الفوسفور. وأدى قصف الجيش الإسرائيلي إلى مقتل اثنين من المدنيين في قرية شبعا؛ وأظهرت أدلة مصورة وفوتوغرافية استخدام قنابل الفوسفور.

### أكتوبر 2023
في 16 أكتوبر/تشرين الأول، أفادت منظمة العفو الدولية أن الجيش الإسرائيلي أطلق قذائف الفسفور الأبيض على الديرة، مما أدى إلى نقل تسعة مدنيين إلى المستشفى وإضرام النار في أهداف مدنية. ووصفت آية مجذوب، نائبة المدير الإقليمي للشرق الأوسط وشمال أفريقيا بمنظمة العفو الدولية، الهجوم بأنه انتهاك للقانون الدولي يجب التحقيق فيه باعتباره جريمة حرب، وأنه "عرض حياة المدنيين للخطر الشديد، وكثير منهم كانوا على قيد الحياة". إلى المستشفيات والنازحين، واشتعلت النيران في منازلهم وسياراتهم".
أفادت وسائل الإعلام الرسمية اللبنانية أن منطقة الضيرة ومناطق أخرى على طول القطاع الغربي من الحدود تعرضت لقصف "مستمر" طوال الليل. وفي الصباح الباكر، ورد أن العديد من الأشخاص كانوا يعانون من أعراض الاختناق بعد أن أطلق الجيش الإسرائيلي قذائف الفسفور الأبيض على القرية حسبما زُعم. أصيب ثلاثة أشخاص بعد سقوط صاروخ مضاد للدبابات أطلق من لبنان على بلدة المطلة الإسرائيلية. وقال الجيش الإسرائيلي إنه قتل أربعة متسللين محتملين على طول الحدود اللبنانية أثناء محاولتهم زرع قنابل على الجدار الحدودي. وأعلن حزب الله أن خمسة من أعضائه قُتلوا في نفس اليوم، لكن لم يكن من الواضح ما إذا كان أي منهم متورطاً في التسلل عبر الحدود.
في 19 أكتوبر/تشرين الأول، قال الجيش اللبناني إن شخصًا قُتل وأصيب آخر بعد أن استهدفت إسرائيل مجموعة من سبعة صحفيين إيرانيين بالأسلحة الرشاشة، على الرغم من أن وسائل الإعلام الرسمية الإيرانية نفت هذا الادعاء وقالت إن جميع صحفييها "أحياء وبصحة جيدة". ". وقال جنود حفظ السلام التابعين لليونيفيل إن شخصاً واحداً قُتل بعد أن حوصر مدنيون في تبادل لإطلاق النار على الحدود حيث طلب الجيش اللبناني المساعدة من اليونيفيل لتهدئة الوضع. وقد طلب من إسرائيل وقف إطلاق النار "لتسهيل عملية الإنقاذ".
في وقت مبكر من بعد ظهر يوم 21 أكتوبر/تشرين الأول، أُطلقت عدة صواريخ من لبنان باتجاه مزارع شبعا؛ ولم تكن هناك إصابات. وشن الجيش الإسرائيلي غارة بطائرة بدون طيار على فريق المسلحين الذين أطلقوا الصواريخ. وبعد فترة قصيرة، تم إطلاق صواريخ موجهة مضادة للدبابات من لبنان باتجاه مرغليوت وحنيتا. وأصيب عاملان أجنبيان. وشن الجيش الإسرائيلي غارات جوية على فرق الصواريخ. وفي المساء، تم إطلاق صاروخ موجه آخر مضاد للدبابات من لبنان باتجاه برعم. وأصيب جندي من الجيش الإسرائيلي بجروح خطيرة وأصيب اثنان آخران بجروح طفيفة. ورد الجيش الإسرائيلي بعدة غارات جوية على جنوب لبنان، استهدف بعضها فرق صواريخ أخرى كانت تستعد للهجمات.
شن الجيش الإسرائيلي غارات جوية على موقعين عسكريين سوريين في 24 أكتوبر/تشرين الأول في جنوب غرب سوريا، وهي المرة الأولى التي يستهدف فيها الجيش الإسرائيلي الجيش السوري علناً منذ بدء الحرب بين إسرائيل وغزة هاجم حزب الله 19 موقعًا عسكريًا للجيش الإسرائيلي بالصواريخ وقذائف المدفعية. وأطلق طائرات بدون طيار هجومية في اتجاه واحد على موقع للجيش الإسرائيلي للمرة الأولى منذ بدء النزاع.

#### استخدام الجيش الإسرائيلي للفسفور الأبيض
في 31 أكتوبر/تشرين الأول، وبعد إجراء تحقيق، ذكرت منظمة العفو الدولية أن الهجوم الإسرائيلي بالفسفور الأبيض في 16 أكتوبر/تشرين الأول كان عشوائياً وغير قانوني، و"يجب التحقيق فيه باعتباره جريمة حرب"، وذلك بسبب استخدامه على بلدة الضيرة اللبنانية المأهولة بالسكان، مما أدى إلى إصابة عدد من الجرحى. تسعة مدنيين على الأقل. وفي 2 نوفمبر/تشرين الثاني، ذكرت منظمة العفو الدولية أن تحقيقاتها في أربع حوادث وقعت في 10 و11 و16 و17 أكتوبر/تشرين الأول أظهرت أن إسرائيل استخدمت ذخائر الفسفور الأبيض. وأكدت صحيفة واشنطن بوست هذا الادعاء، حيث تعرفت على غلافين لقذيفتي فسفور أبيض مصنوعتين في الولايات المتحد وتحققت هيومن رايتس ووتش من استخدام الجيش الإسرائيلي للفسفور الأبيض في 17 بلدية على الأقل في لبنان، بما في ذلك خمس بلديات حيث تم استخدام الذخائر المتفجرة جواً فوق مناطق سكنية. كما دعت الحكومة اللبنانية إلى تقديم إعلان لتمكين التحقيقات في المحكمة الجنائية الدوليه.
وفي جنوب لبنان، دمرت قنابل الفسفور الأبيض التي أطلقتها إسرائيل أكثر من 4.5 مليون متر مربع من الغابات، مع خسائر اقتصادية تقدر بنحو 20 مليون دولار أمريكي. قدرت الجامعة الأمريكية في بيروت أن استخدام الفسفور الأبيض أدى إلى أكثر من 134 حريق غابات حتى يونيو/حزيران 2024 مما أدى إلى حرق 1500 هكتار من الأراضي. وحتى 28 مايو/أيار، قالت وزارة الصحة العامة اللبنانية إن التعرض للفسفور الأبيض أدى إلى إصابة 173 شخصاً على الأقل.

### نوفمبر 2023
في خطابه الأول الذي طال انتظاره منذ بدء الحرب على غزة في 3 نوفمبر، قال زعيم حزب الله حسن نصر الله إن وجود السفن الحربية الأمريكية في البحر الأبيض المتوسط "لا يخيفنا".
في 5 نوفمبر، أسقط حزب الله طائرة إسرائيلية بدون طيار من طراز إلبيت هيرميس 450 فوق النبطية،  وسقط حطامها على المنازل في مدينتي زبدين وحاروف.
وورد أن أربعة أشخاص أصيبوا بعد القصف الإسرائيلي الذي أصاب سيارتي إسعاف. وفي وقت لاحق، أصابت غارة جوية إسرائيلية سيارتين مدنيتين في لبنان تقلان أفرادًا من عائلة واحدة كانوا يقودون سياراتهم بين بلدتي عيناتا وعيترون، مما أدى إلى مقتل امرأة وثلاث من حفيداتها تتراوح أعمارهن بين 10 و14 عامًا، وإصابة ابنتها بجروح خطيرة.
وأعلنت كتائب القسام مسؤوليتها عن إطلاق 16 صاروخا من لبنان استهدفت مناطق جنوب حيفا. في هذه الأثناء، أبلغت إسرائيل عن إطلاق ما لا يقل عن 30 صاروخا رد الجيش الإسرائيلي على المصادر. كما شنت كتائب حزب الله وكتائب القسام أربع هجمات عبر الحدود على شمال إسرائيل. وقال نائب لواء حزب الله نعيم قاسم إن الجماعة قد تضطر إلى صراع أوسع نطاقاً بسبب الهجمات الإسرائيلية في غزة.
في 10 نوفمبر، أطلق حزب الله صواريخ مضادة للدبابات على موقع للجيش الإسرائيلي في المنارة مما أدى إلى إصابة ثلاثة جنود. ورداً على ذلك، هاجم الجيش الإسرائيلي مصادر النيران. شن حزب الله ثلاث هجمات بطائرات بدون طيار على شمال إسرائيل مستهدفة مواقع للجيش الإسرائيلي. وتم اعتراض طائرة بدون طيار بينما هبطت طائرتان أخريان في الأراضي الإسرائيلية. وقتل سبعة من عناصر حزب الله خلال الاشتباكات. وقصف الجيش الإسرائيلي مستشفى ميس الجبل، مما أدى إلى إصابة طبيب. أدانت وزارة الصحة العامة اللبنانية الهجوم، قائلة إن "السلطات الإسرائيلية تتحمل المسؤولية الكاملة عن هذا العمل غير المبرر، والذي كان سيؤدي إلى نتائج كارثية"، ودعت إلى إجراء تحقيق. وأعلنت حركة أمل، حليفة حزب الله، أن مقاتلاً قُتل في هجوم صاروخي على قرية رب الثلاثين أدى أيضاً إلى إصابة عضوين آخرين في 11 نوفمبر/تشرين الثاني. وكانت هذه أول خسائر في صفوف الجماعة منذ انضمامها إلى القتال.
في 12 نوفمبر، أدت هجمات حزب الله بالصواريخ المضادة للدبابات وقذائف الهاون إلى مقتل موظف في شركة الكهرباء الإسرائيلية كان يجري أعمال إصلاح وإصابة 21 إسرائيليًا آخرين، بما في ذلك سبعة من أفراد الجيش الإسرائيلي وستة من زملاء القتيل. كما ضرب حزب الله جرافة تابعة للجيش الإسرائيلي في هجوم منفصل. وقال الجيش الإسرائيلي إنه شن غارة بطائرة بدون طيار على خلية مسلحة حاولت إطلاق صواريخ مضادة للدبابات بالقرب من المطلة. كما أسفرت اشتباكات أخرى عن مقتل أحد أعضاء حزب الله.
وفي أعقاب ضربة لحزب الله في 13 نوفمبر/تشرين الثاني، رد الجيش الإسرائيلي بقصف عنيف عبر جنوب لبنان مما أدى إلى مقتل اثنين من المدنيين، حسبما ورد. وأطلق مقاتلون مجهولون صواريخ موجهة مضادة للدبابات مما أدى إلى إصابة إسرائيليين اثنين بالقرب من نيتوعا. وسقط صاروخ إسرائيلي بالقرب من صحفيين في يارون بلبنان، ولم ترد أنباء عن وقوع إصابات. وأدان حزب الله الهجوم الذي وقع أثناء قيام الصحفيين بجولة عامة في البلدة. وقال وزير الخارجية عبد الله بو حبيب إن الحكومة اللبنانية تقدمت بشكوى إلى مجلس الأمن التابع للأمم المتحدة رداً على الحادث. في 16 نوفمبر، أطلق حزب الله ثمانية صواريخ مضادة للدبابات استهدفت القوات الإسرائيلية والبنية التحتية العسكرية. في فترة ما بعد الظهر، هاجم حزب الله العديد من البلدات القريبة من الحدود واستهدف تجمعات عسكرية في شتولا وهدب يارون. ورد الجيش الإسرائيلي بشدة في جنوب لبنان وأغارت الطائرات الحربية الإسرائيلية على أهداف لحزب الله. وأعلن حزب الله مقتل اثنين من أعضائه.
وبعد أربعة أيام، تعرضت قاعدة بيرانيت التابعة للجيش الإسرائيلي لأضرار جسيمة من قصف حزب الله باستخدام صواريخ بركان. وقصفت الطائرات المقاتلة التابعة للجيش الإسرائيلي العديد من الأهداف العسكرية لحزب الله، كما ضرب الجنود خلية مسلحة بالقرب من المطلة. تعرضت كنيسة القديس جاورجيوس ذات الأهمية التاريخية لأضرار بالغة في يارون بعد أن قصفها الجيش الإسرائيلي. كما تعرض منزل النائب عن حركة أمل قبلان قبلان للقصف الصاروخي. وتبنى حزب الله الهجوم على ثكنة الفرقة 91 التابعة للجيش الإسرائيلي في بارانيت.
وفي 21 نوفمبر/تشرين الثاني، أدت غارة جوية للجيش الإسرائيلي في كفركلا إلى مقتل امرأة مسنة وإصابة حفيدتها. وتم استهداف فريق آخر من الصحفيين في غارة جوية للجيش الإسرائيلي بالقرب من طير حرفا، مما أسفر عن مقتل ثلاثة أشخاص، من بينهم صحفيان من قناة الميادين، ومراسل ومصور صحفي، ودليل. وفي اليوم نفسه، قُتل أربعة من أعضاء كتائب القسام بعد غارة شنها الجيش الإسرائيلي على سيارة بالقرب من الشعيطية. كما قُتل أحد أعضاء حزب الله في هجوم منفصل في الخيام.

### وقف إطلاق النار
وقال حزب الله لقناة الجزيرة إنه "سيحترم" اتفاق وقف إطلاق النار المؤقت بين إسرائيل وحماس.
وبعد وقف إطلاق النار المؤقت بين إسرائيل وحماس في 24 نوفمبر/تشرين الثاني، أوقف حزب الله عملياته العسكرية لفترة وجيزة مما دفع الجيش الإسرائيلي أيضًا إلى وقف قصف أهداف في جنوب لبنان. وعاد العديد من المدنيين النازحين إلى منازلهم وسط الهدوء.
وأصيبت وحدة دورية تابعة لليونيفيل بنيران الجيش الإسرائيلي في محيط عيترون، ولم تقع إصابات. أدانت اليونيفيل الحادث ودعت الأطراف إلى تذكيرهم "بالتزاماتهم بحماية قوات حفظ السلام وتجنب تعريض الرجال والنساء الذين يعملون على استعادة الاستقرار للخطر".

### مقتل عصام عبد الله

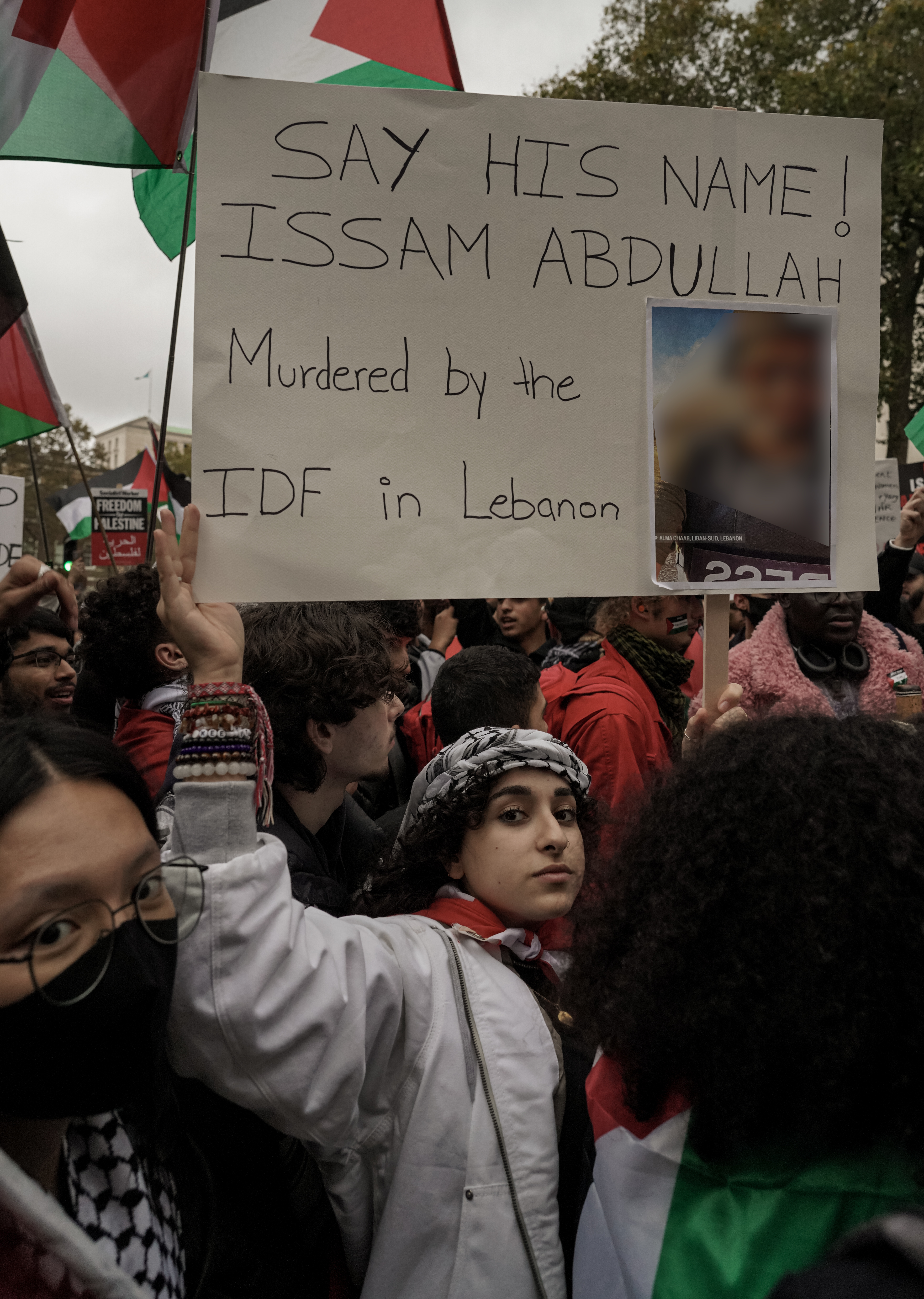
متظاهرة تحمل لافتة تحمل صورة عصام عبد الله خلال مظاهرات حاشدة في لندن

في الثالث عشر من أكتوبر/تشرين الأول، انقطع بث مباشر بالفيديو لمجموعة من الصحافيين يمثلون رويترز ووكالة فرانس برس والجزيرة، كانوا يغطون موقعاً عسكرياً إسرائيلياً في علما الشعب، بشكل مأساوي عندما أصابت قذيفتان من الدبابات المنطقة مباشرة. وأسفرت القذيفة الأولى عن مقتل عصام عبد الله، المصور الصحافي لرويترز. وكانت الضربة التالية أشد قوة إلى حد كبير، حيث أشعلت النيران في سيارة الجزيرة، وهي سيارة تويوتا بيضاء اللون، كان يقف بجوارها الصحافيان كارمن جوخدار وإيلي براخيا، إلى جانب نظيرهما من وكالة فرانس برس ديلان كولينز. كما أصيبت المصورة كريستينا عاصي من رويترز بجروح خطيرة. وأكد الجيش اللبناني مقتل عبد الله بصاروخ أطلقه جيش الإحتلال الإسرائيلي. وذكر صحفي آخر من رويترز كان متواجدا في الموقع أن عبد الله أصيب بقذائف انطلقت من إسرائيل. آخر منشور له على إنستغرام، والذي نشره قبل أسبوع من وفاته، تضمن صورة لشيرين أبو عاقلة، مراسلة فلسطينية لقناة الجزيرة العربية قتلتها إسرائيل عام 2022.
خلص تقرير صادر عن قوة الأمم المتحدة المؤقتة في لبنان في فبراير 2024 إلى أن دبابة إسرائيلية قتلت عبد الله عندما أطلقت النار على "صحفيين يمكن التعرف عليهم بوضوح"، وأن هذا ينتهك القانون الدولي. و"قدر التقرير أنه لم يكن هناك تبادل لإطلاق النار عبر الخط الأزرق وقت وقوع الحادث"، مع عدم وجود سجلات لأي تبادل لإطلاق النار عبر الحدود لمدة 40 دقيقة قبل إطلاق الدبابة. ورد الجيش الإسرائيلي على التقرير بزعم أن حزب الله هاجمهم، مما دفعهم إلى الرد بنيران الدبابات. خلص تقرير صادر عن قوة الأمم المتحدة المؤقتة في لبنان في فبراير 2024 إلى أن دبابة إسرائيلية قتلت عبد الله عندما أطلقت النار على "صحفيين يمكن التعرف عليهم بوضوح"، وأن هذا ينتهك القانون الدولي. و"قدر التقرير أنه لم يكن هناك تبادل لإطلاق النار عبر الخط الأزرق وقت وقوع الحادث"، مع عدم وجود سجلات لأي تبادل لإطلاق النار عبر الحدود لمدة 40 دقيقة قبل إطلاق الدبابة. ورد الجيش الإسرائيلي على التقرير بزعم أن حزب الله هاجمهم، مما دفعهم إلى الرد بنيران الدبابات.

### قتل المدنيين اللبنانيين
في الخامس من نوفمبر/تشرين الثاني، تعرضت سيارة بالقرب من بلدة عيناتا في لبنان لغارة جوية إسرائيلية، مما أسفر عن مقتل ثلاثة أطفال وجدتهم، فضلاً عن إصابة والدتهم بجروح. وقد اعترف الجيش الإسرائيلي بمسؤوليته عن الهجوم. وأكدت منظمة هيومن رايتس ووتش على ضرورة إجراء تحقيق في هذه الوفيات، مشيرة إلى أنها قد تشكل جريمة حرب. وأدان رئيس الوزراء اللبناني المؤقت نجيب ميقاتي الغارة الجوية ووصفها بأنها "جريمة شنيعة" وأعلن عن نية لبنان تقديم شكوى إلى مجلس الأمن التابع للأمم المتحدة. 
حتى 29 مايو 2024، وفقًا لمكتب تنسيق الشؤون الإنسانية، قُتل 88 مدنيًا لبنانيًا بما في ذلك 39 امرأة وطفل وثلاثة صحفيين و19 من المستجيبين الأوائل المرتبطين بالميليشيات. قُتل ما لا يقل عن 320 مسلحًا في لبنان، بما في ذلك 250 عضوًا من حزب الله، بما في ذلك ما لا يقل عن 40 في سوريا، و25 عضوًا من حماس والجهاد الإسلامي الفلسطيني، وعضو واحد من حركة أمل، وعضو واحد من الحزب السوري القومي الاجتماعي. قُتل جندي واحد من الجيش اللبناني وأصيب ثلاثة آخرون.
أصيب سبعة من العاملين في قوات اليونيفيل وقوات حفظ السلام في العديد من الهجمات التي شنتها إسرائيل والميليشيات اللبنانية.
في الخامس من نوفمبر/تشرين الثاني، أصابت غارة جوية إسرائيلية سيارة بالقرب من عيناتا بلبنان، مما أسفر عن مقتل ثلاثة أطفال وجدتهم وإصابة والدتهم. واعترف الجيش الإسرائيلي بضرب السيارة. وذكرت هيومن رايتس ووتش أنه ينبغي التحقيق في مقتلهم باعتباره جريمة حرب واضحة. ووصف نجيب ميقاتي، رئيس الوزراء اللبناني المؤقت، الهجوم بأنه "جريمة شنيعة" وقال إن لبنان سيقدم شكوى إلى مجلس الأمن التابع للأمم المتحدة.

### ديسمبر 2023
في 1 ديسمبر، أعلن حزب الله مسؤوليته عن خمس هجمات على الحدود الإسرائيلية اللبنانية. وقصف الجيش الإسرائيلي مدينة حولا، مما أسفر عن مقتل اثنين من المدنيين،  وقرية جبين، مما أسفر عن مقتل شخص آخر. كما ضرب الجيش الإسرائيلي موقعا لحزب الله وخلية تابعة لحزب الله كانت تستعد لتنفيذ هجوم بالقرب من المالكية. وأعلن حزب الله مقتل أحد أعضائه، على ما يبدو، في إحدى غارات الجيش الإسرائيلي. وفي اليوم التالي، أطلق حزب الله عدة صواريخ على مواقع للجيش الإسرائيلي على طول الحدود. وردت إسرائيل بغارات جوية وقصف مدفعي على مواقع حزب الله. وذكر حزب الله أن أحد مقاتليه قُتل.
في 3 ديسمبر، أطلق حزب الله صاروخًا موجهًا مضادًا للدبابات استهدف قاعدة للجيش الإسرائيلي في بيت هليل، مما أدى إلى إصابة 11 إسرائيليًا، وأعلنت الشؤون العالمية الكندية أن مواطنًا كنديًا قُتل في لبنان.
وفي 4 كانون الأول/ديسمبر، أعلنت حركة حماس عن إنشاء وحدة جديدة في لبنان باسم "طلائع طوفان الأقصى" ودعت "شباب ورجال شعبنا إلى الانضمام إلى طلائع المقاومين والمشاركة في تشكيل المستقبل وتحرير القدس". والمسجد الأقصى."
قُتل جندي لبناني وأصيب ثلاثة آخرون في هجوم إسرائيلي على قاعدة للجيش اللبناني في العديسة. قُتل عامل مزرعة من سوريا في هجوم مدفعي إسرائيلي على مزرعة دواجن بالقرب من أرنون، مما أدى أيضاً إلى إصابة اثنين من أقاربه. التقى وزير الدفاع الإسرائيلي يوآف غالانت مع رؤساء البلديات ورؤساء المجالس المحلية في نهاريا شمال إسرائيل لمناقشة التهديد الذي يشكله حزب الله لسكان الشمال. وقال جالانت إنه إذا فشلت الدبلوماسية، فإن إسرائيل ستستخدم جيشها لإجبار حزب الله شمال نهر الليطاني.
وفي 11 ديسمبر/كانون الأول، قُتل رئيس بلدية قرية الطيبة بجنوب لبنان في غارة جوية إسرائيلية. قُتل مقاتلان آخران من حزب الله في غارات جوية وقصف مدفعي إسرائيلي في عيترون، وأصيب ثلاثة مدنيين. ونفذت القوات الجوية الإسرائيلية غارات جوية أخرى، مما أدى إلى تدمير خمسة منازل وإلحاق أضرار بـ 17 منزلًا آخر. وهاجم حزب الله وميليشيات أخرى تسع بلدات ومواقع عسكرية إسرائيلية. ناقش وزير مجلس الوزراء الحربي الإسرائيلي ووزير الدفاع السابق بيني غانتس الأمن في شمال إسرائيل في مكالمة هاتفية مع وزير الخارجية الأمريكي أنتوني بلينكن. وقال غانتس إنه نقل أن العدوان والهجمات المتزايدة لحزب الله تعني أنه يجب على إسرائيل "إزالة" التهديد من شمال إسرائيل. وخص بيان غانتس الدولة اللبنانية، وليس حزب الله فقط، ودعا إلى ممارسة ضغوط دولية على لبنان لوقف الهجمات على حدوده الجنوبية.
في 16 ديسمبر، قُتل جندي من الكتيبة 129 في الجيش الإسرائيلي في غارة جوية لطائرة بدون طيار تابعة لحزب الله بالقرب من مارجاليوت، مما تسبب أيضًا في نشوب حريق في أحد المباني. وأصيب جنديان آخران. وأسقط الجيش الإسرائيلي طائرة بدون طيار أخرى، ورد أيضاً على عمليات التسلل بقصف الأهداف.
وفي 22 ديسمبر/كانون الأول، قُتل جنديان من جيش الإحتلال الإسرائيلي من اللواء 188 مدرع جراء هجوم صاروخي لحزب الله في منطقة شتولا.
وفي صباح يوم 23 ديسمبر/كانون الأول، قصفت طائرات الجيش الإسرائيلي منزلاً في كفار كلا، كما وقع إطلاق نار مدفعي مكثف على مشارف دير ميماس. شن الجيش الإسرائيلي غارة بالقرب من مركز قوة الأمم المتحدة على طول نهر الخردلي. وأصيب مصور قناة المنار في عينه بعد هجوم للجيش الإسرائيلي على طريق في منطقة الخردلي كان يمر فيها أيضاً مراسلو قناة MTV والوكالة الوطنية للإعلام المملوكة للدولة. وأعلن حزب الله أن اثنين من أعضائه قُتلا في ذلك اليوم.
وفي 24 ديسمبر/كانون الأول، قُتل جنرال كبير في الحرس الثوري الإيراني، رازي موسوي، في غارة جوية إسرائيلية في دمشق.

### يناير 2024
في 2 يناير، شنت إسرائيل غارة جوية على حي الضاحية في بيروت، مما أدى إلى اغتيال صالح العاروري، نائب رئيس المكتب السياسي لحماس، ومقتل ستة أعضاء آخرين. في 6 يناير، أطلق حزب الله حوالي 40 صاروخًا على شمال إسرائيل، واصفًا ذلك بأنه "رد أولي" على مقتل العاروري. وبحسب إسرائيل، فقد استهدفت الصواريخ قاعدة جوية استراتيجية بالقرب من جبل ميرون، مما ألحق بها أضرارًا كبيرة.
في 8 يناير، اغتالت إسرائيل وسام الطويل، نائب قائد قوة الرضوان التابعة لحزب الله، والذي اتهمته بتنفيذ هجوم على قاعدة ميرون الجوية قبل يومين. ردًا على مقتل الطويل، شن حزب الله هجومًا بطائرة بدون طيار على مقر القيادة الشمالية الإسرائيلية في صفد في اليوم التالي، والذي يقع على بعد حوالي 20 كيلومترًا (12 ميل) من الحدود.
في 20 يناير، قُتل العميد صادق أوميد زاده، ضابط مخابرات في فيلق القدس التابع للحرس الثوري الإيراني في سوريا، إلى جانب أربعة ضباط آخرين في الحرس الثوري الإيراني، في غارة جوية إسرائيلية في دمشق. وبحسب المرصد السوري لحقوق الإنسان، فإن غارة صاروخية إسرائيلية استهدفت مبنى مكونا من أربعة طوابق في حي المزة. وأدى الهجوم إلى مقتل ثلاثة عشر شخصًا،  من بينهم خمسة إيرانيين، وتدمير المبنى بالكامل حيث كان القادة المتحالفون مع إيران يعقدون اجتماعًا. وفي اليوم التالي، في جنوب لبنان، ذكرت قناة سكاي نيوز عربية أن فادي سليمان، وهو قائد ميداني كبير في حزب الله، نجا من هجوم إسرائيلي بالقرب من نقطة تفتيش عسكرية في كفرا. وقُتل حارسه الشخصي في نفس الهجوم.

### فبراير 2024
في 8 فبراير، أجرى الجيش الإسرائيلي ضربة بدون طيار على سيارة في مدينة النبطية. وقالت وسائل الإعلام الإسرائيلية إن قائد حزب الله الإقليمي يدعى عباس الدبس قد اغتيل في الهجوم.
في 10 فبراير، ضربت طائرة بدون طيار إسرائيلية سيارة بالقرب من سيدون، مما أسفر عن مقتل شخصين على الأقل وجرح اثنين آخرين. وقال مصدر أمني إسرائيلي إن الهدف من الإضراب هو حماس الرسمي بازل صالح، الذي "أصيب إلى حد غير معروف". كان صالح مسؤولاً عن تجنيد مجنسي حماس الجدد في غزة والضفة الغربية. في 12 فبراير، جرت محاولة اغتيال أخرى تستهدف مسؤول حزب الله محمد عبد الراسول العاويا في سيارته في بنت جيبيل.
في مساء 14 فبراير، إستهدفت مسيرة إسرائيلية أحد المباني السكنية في مدينة النبطية بصاروخين في إطار عملية إغتيال قيادي في حزب الله. وقد سقط نتيجة هذا الهجوم 11 شخصاً، منهم 7 مدنيين بالإضافة الى عشرات الجرحى.
استجابةً لإطلاق طائرة بدون طيار باتجاه الجليل السفلي من الأراضي اللبنانية في 19 فبراير، استهدفت الطائرات الإسرائيلية مقاتلين حزب الله في مرواهين، واثنين من مرافق تخزين الأسلحة بالقرب من مدينة سيدون، وبنية تحتية حزب الله في ميس الجبل والعديسة جنوب لبنان.
في 21 فبراير، قامت غارة جوية إسرائيلية في منطقة سكنية في دمشق بالقرب من مركب محصن تستخدمه قوات الأمن السورية قتلوا مدنيين. في نفس اليوم، قتلت غارة جوية إسرائيلية في قرية مجدل زون مدنيين آخرين، أم وطفلها. بالإضافة لذلك، ضربت القوات الإسرائيلية وظيفة مراقبة حزب الله في راميه وقصرت منطقة بالقرب من عيترون مع المدفعية "لإزالة التهديدات". في وقت لاحق، هاجمت الطائرات الإسرائيلية منصب مراقبة في الخيام، وهي منصب عسكري في زيبكين - تم إطلاق صاروخ منه في شلومي - وبنية تحتية أخرى لحزب الله.
في 26 فبراير، بعد أن أسقط حزب الله طائرة هيرميس 450 طائرة بدون طيار مع صاروخ سطح إلى جو، شنت إسرائيل هجماتها الأولى إلى شرق لبنان منذ أن بدأ الصراع، واستهداف مواقع الدفاع الجوي حزب الله وقتل عضوين حزب الله بالقرب من بعلبيك. قال حزب الله إنه أطلق 60 روكت كاتيوشا في مقر الجيش الإسرائيلي رداً على الهجوم.
في 22 فبراير، بعد أن أصابت قذيفة من لبنان منزلًا في بلدة يوفال الحدودية، ضربت طائرة بدون طيار إسرائيلية مبنى سكني في كفار رمان، مما أسفر عن مقتل اثنين على الأقل من مقاتلي حزب الله وإصابة ثلاثة آخرين. وفي اليوم التالي، 23 فبراير/شباط، أدت غارة إسرائيلية على عيادة مرتبطة بحزب الله في بليدا إلى مقتل اثنين من المسعفين المدنيين ومقاتل واحد من حزب الله وإصابة عدد غير معروف من الأشخاص.

### مارس 2024
في 9 مارس، قُتل خمسة أشخاص، من بينهم ثلاثة أعضاء من حزب الله، وأصيب تسعة آخرين على الأقل في إضراب في منزل في خيرت سيلم. رداً على الانتقام، أطلق حزب الله في اليوم التالي 37 روزة كاتيوشا في مدينة ميرون في شمال إسرائيل.
في 12 مارس، أسفرت الغارات الجوية الإسرائيلية في بلدة النبي شيث في وادي بيكا عن ستة إصابات ووفاة اثنين من أعضاء حزب الله.
في 13 مارس، أصيبت غارة جوية إسرائيلية على طريق بالقرب من معسكر اللاجئين في لبنان للفلسطينيين بجروح شخصين وقتل شخصين آخرين، هما هادي علي مصطفى، زعيم قوات حماس في لبنان، ومدني. بعد أسبوع، تم تسليم اثنين من المراهقين السوريين (17 و16 عامًا) إلى السلطات اللبنانية بزعم تجسسها لإسرائيل. أفيد أنهم اعترفوا بأنهم حصلوا على ما يعادل 11 دولارًا أمريكيًا لكل منهما من قبل خادم مسجد محلي لزرع جهاز تتبع غير مدرك في سيارة مصطفى.
في الرابع من مارس، أسفرت غارة صاروخية مضادة للدبابات شنتها جماعة حزب الله على مارغاليوت عن إصابة سبعة أشخاص بالإضافة إلى مقتل مواطن هندي. وفي اليوم التالي، أدت غارة جوية إسرائيلية على الحولة، ردًا على غارة اليوم السابق على مارغاليوت، إلى مقتل ثلاثة مواطنين لبنانيين وزوجين وطفلهما. ومن بين القتلى الثلاثة، أعلن حزب الله عن وجود اثنين من أعضائه.
في 29 مارس، أسفرت غارة جوية إسرائيلية استهدفت مطار حلب الدولي عن مقتل 38 جنديًا سوريًا وسبعة مقاتلين من حزب الله وسبعة من رجال الميليشيات،  في ما أصبح أعنف ضربة إسرائيلية على سوريا في السنوات الثلاث الماضية. كما أسفرت غارة جوية أخرى في البازورية بلبنان عن مقتل علي عبد اخسان نعيم، نائب قائد وحدة الصواريخ والقذائف التابعة لحزب الله، والذي قال الجيش الإسرائيلي إنه مسؤول عن التخطيط لهجمات ضد المدنيين الإسرائيليين. في 30 مارس، ذكرت وكالة رويترز أن غارة إسرائيلية أصابت ثلاثة مراقبين للأمم المتحدة ومترجمًا كانوا يراقبون الأعمال العدائية على طول الخط الأزرق.
وخلص تحقيق أجراه الجيش اللبناني إلى أن الانفجار نجم عن لغم أرضي، قالت إسرائيل إن حزب الله زرعه. كما ضربت غارة إسرائيلية مركزًا لجمعية الإسعاف اللبنانية في نهاية مارس، مما أسفر عن مقتل سبعة مسعفين. في الرابع من مارس، أسفرت غارة صاروخية مضادة للدبابات شنتها جماعة حزب الله على مارغاليوت عن إصابة سبعة أشخاص بالإضافة إلى مقتل مواطن هندي.  وفي اليوم التالي، أدت غارة جوية إسرائيلية على الحولة، ردًا على غارة اليوم السابق على مارغاليوت، إلى مقتل ثلاثة مواطنين لبنانيين وزوجين وطفلهما. ومن بين القتلى الثلاثة، أعلن حزب الله عن وجود اثنين من أعضائه. في 30 مارس، ذكرت وكالة رويترز أن غارة إسرائيلية أصابت ثلاثة مراقبين للأمم المتحدة ومترجمًا كانوا يراقبون الأعمال العدائية على طول الخط الأزرق. وخلص تحقيق أجراه الجيش اللبناني إلى أن الانفجار نجم عن لغم أرضي، قالت إسرائيل إن حزب الله زرعه. كما ضربت غارة إسرائيلية مركزًا لجمعية الإسعاف اللبنانية في نهاية مارس، مما أسفر عن مقتل سبعة مسعفين.

### أبريل
في الأول من أبريل، استهدفت غارة جوية إسرائيلية مبنى ملحقًا للقنصلية الإيرانية مجاورًا للسفارة الإيرانية في دمشق، سوريا. أسفرت الغارة عن مقتل ثمانية أشخاص، بمن فيهم قائد كبير في فيلق القدس التابع للحرس الثوري الإيراني، العميد محمد رضا زاهدي. وشملت الوفيات الأخرى خمسة أعضاء من فيلق الحرس الثوري الإسلامي ومستشارين إيرانيين في الثامن من أبريل، أكد مسؤولون إسرائيليون أن مقاتلي حزب الله أسقطوا طائرة بدون طيار من طراز هيرميس 900، وهي الأولى من نوعها التي فقدت خلال الصراع. في الثالث عشر من أبريل، شن الحرس الثوري الإسلامي، وهو فرع من الجيش الإيراني، بالتعاون مع قوات الحشد الشعبي العراقية وحزب الله والحوثيين اليمنيين، هجمات ضد إسرائيل بطائرات بدون طيار وصواريخ كروز وصواريخ باليستية.
في السادس عشر من أبريل، أسفرت غارة جوية إسرائيلية على سيارتين بالقرب من بلدة عين إبل في جنوب لبنان عن مقتل عضوين من حزب الله، بما في ذلك القائد الإقليمي إسماعيل باز، ومدني واحد. وفي اليوم التالي، أصيب أربعة عشر جنديًا إسرائيليًا وأربعة مدنيين في هجوم بطائرات بدون طيار في شمال إسرائيل. وتوفي ضابط في الجيش الإسرائيلي متأثرًا بجراحه في وقت لاحق من ذلك الأسبوع. في الأول من أبريل، استهدفت غارة جوية إسرائيلية مبنى ملحقًا للقنصلية الإيرانية مجاورًا للسفارة الإيرانية في دمشق، سوريا. أسفرت الغارة عن مقتل ثمانية أشخاص، بمن فيهم قائد كبير في فيلق القدس التابع للحرس الثوري الإيراني، العميد محمد رضا زاهدي. وشملت الوفيات الأخرى خمسة أعضاء من فيلق الحرس الثوري الإسلامي ومستشارين إيرانيين. في الثامن من أبريل، أكد مسؤولون إسرائيليون أن مقاتلي حزب الله أسقطوا طائرة بدون طيار من طراز هيرميس 900، وهي الأولى من نوعها التي فقدت خلال الصراع. في الثالث عشر من أبريل، شن الحرس الثوري الإسلامي، وهو فرع من الجيش الإيراني، بالتعاون مع قوات الحشد الشعبي العراقية وحزب الله والحوثيين اليمنيين، هجمات ضد إسرائيل بطائرات بدون طيار وصواريخ كروز وصواريخ باليستية.
في السادس عشر من أبريل، أسفرت غارة جوية إسرائيلية على سيارتين بالقرب من بلدة عين إبل في جنوب لبنان عن مقتل عضوين من حزب الله، بما في ذلك القائد الإقليمي إسماعيل باز، ومدني واحد. وفي اليوم التالي، أصيب أربعة عشر جنديًا إسرائيليًا وأربعة مدنيين في هجوم بطائرات بدون طيار في شمال إسرائيل. وتوفي ضابط في جيش الاحتلال الإسرائيلي متأثرًا بجراحه في وقت لاحق من ذلك الأسبوع.

### مايو
في 7 مايو 2024، أعلنت هيومن رايتس ووتش أن حادثة 27 مارس كانت هجومًا غير قانوني على المدنيين وقالت إنها لم تجد أي دليل على وجود أهداف عسكرية في الموقع المستهدف. كما أظهرت التحقيقات أن الجيش الإسرائيلي استخدم صاروخ MPR 500 لتنفيذ الغارة. في 27 مايو 2024، أدت غارة جوية إسرائيلية بالقرب من مستشفى صلاح غندور في بنت جبيل إلى مقتل ثلاثة مدنيين. وأدانت منظمة الصحة العالمية في لبنان الهجوم ودعت إلى حماية المستشفيات والعاملين في مجال الرعاية الصحية.
في 5 مايو، أدت غارة جوية إسرائيلية على منزل في قرية ميس الجبل اللبنانية إلى مقتل أربعة مدنيين. وردًا على ذلك، أطلق حزب الله عشرات الصواريخ على بلدة كريات شمونة الإسرائيلية. في 6 مايو، قُتل جنديان إسرائيليان احتياطيان من الكتيبة 655 من فرقة المظليين 98 في هجوم بطائرة بدون طيار لحزب الله بالقرب من المطلة، شمال إسرائيل، مما رفع حصيلة قتلى الجيش الإسرائيلي إلى 18. كما أطلق حزب الله 30 صاروخًا على مرتفعات الجولان، مما أدى إلى إلحاق أضرار بالمنازل في كيدمات تسفي. ضرب الجيش الإسرائيلي 15 هدفًا لحزب الله في اللويزة، جنوب لبنان،  ومجمعًا لحزب الله في سيفري، بالقرب من بعلبك. وقالت وسائل الإعلام اللبنانية إن الضربة دمرت مصنعًا وأصابت ثلاثة أشخاص. في 8 مايو، أدت الغارات الجوية الإسرائيلية في جنوب لبنان إلى مقتل اثنين من أعضاء حزب الله وثلاثة من أعضاء الجهاد الإسلامي.
في اليوم التالي، أدت غارة جوية إسرائيلية على سيارة بالقرب من قرية بفلية إلى مقتل أربعة أعضاء من حزب الله. في 10 مايو، أدت الغارات الجوية الإسرائيلية على قريتين في قضاء مرجعيون إلى مقتل عضو من حزب الله في عيدشيت وعضو من الجهاد الإسلامي في بليدا على التوالي. وفي نفس اليوم، أدت غارة جوية إسرائيلية أخرى على بلدة طير حرفا إلى مقتل اثنين من المدنيين كانا يقومان بإصلاحات على برج خلوي محلي. في 14 مايو، أدت غارة جوية إسرائيلية على منزل في قرية ميس الجبل إلى مقتل عضو من حزب الله وإصابة شخص آخر. وفي أعقاب ذلك، أدت ضربة صاروخية مضادة للدبابات لحزب الله إلى مقتل مدني إسرائيلي وإصابة خمسة أفراد من الجيش الإسرائيلي في كيبوتس آدميت. وفي الليل، أدت غارة إسرائيلية بطائرة بدون طيار على سيارة في صور إلى مقتل شخصين من بينهم حسين مكي، قائد ميداني لحزب الله.
وردًا على مقتل القائد، أطلق حزب الله 60 صاروخًا على قاعدة مراقبة الحركة الجوية في جبل ميرون مما تسبب في أضرار طفيفة. كما أطلقوا صاروخًا ثقيلًا واحدًا على الأقل باتجاه قاعدة بيرانيت العسكرية. قُتل جندي من الجيش الإسرائيلي وأصيب خمسة آخرون. في 21 مايو، قتلت غارة جوية إسرائيلية بالقرب من صور ضابطًا رفيع المستوى في وحدة الصواريخ الساحلية لحزب الله. في تلك الليلة، قتلت غارة جوية إسرائيلية على سيارة في وادي البقاع عضوين من الجماعة الإسلامية. استمرت الاغتيالات المستهدفة في نفس الأسبوع بغارة جوية إسرائيلية على سيارة في قرية كفر دجال مما أسفر عن مقتل عضو من حزب الله وإصابة ثلاثة أطفال بجروح خطيرة في حافلة مدرسية قريبة. وردًا على ذلك، أصدر لبنان شكوى رسمية إلى مجلس الأمن التابع للأمم المتحدة. في 25 مايو، قتلت غارة جوية إسرائيلية على شاحنة بالقرب من بلدة القصير السورية عضوين من حزب الله. في وقت لاحق من ذلك اليوم، قتل تفجير سيارة في دمشق ضابطًا في الجيش السوري على صلة بحزب الله.
في 26 مايو، قتلت غارة جوية إسرائيلية على منزل في عيترون عضوين من حزب الله. وفي اليوم نفسه، قُتل عضو آخر من حزب الله، وشخص آخر، في أعقاب غارة جوية على دراجة نارية في الناقورة. وفي وقت لاحق، أدت غارة جوية على دراجة نارية أخرى في عيتا الشعب إلى مقتل اثنين من المدنيين. وأدت غارة جوية على دراجة نارية ثالثة في الحولة إلى مقتل عضوين من حزب الله وإصابة شخصين آخرين. كما قُتل مدنيان في غارات على قرية يارون. في 5 مايو، أدت غارة جوية إسرائيلية على منزل في قرية ميس الجبل اللبنانية إلى مقتل أربعة مدنيين. وردًا على ذلك، أطلق حزب الله عشرات الصواريخ على بلدة كريات شمونة الإسرائيلية
في 6 مايو، قُتل جنديان إسرائيليان احتياطيان من الكتيبة 655 من فرقة المظليين 98 في هجوم بطائرة بدون طيار لحزب الله بالقرب من المطلة، شمال إسرائيل، مما رفع حصيلة قتلى جيش الاحتلال الإسرائيلي إلى 18. كما أطلق حزب الله 30 صاروخًا على مرتفعات الجولان، مما أدى إلى إلحاق أضرار بالمنازل في كيدمات تسفي. ضرب جيش الاحتلال الإسرائيلي 15 هدفًا لحزب الله في اللويزة، جنوب لبنان، ومجمعًا لحزب الله في سيفري، بالقرب من بعلبك. وقالت وسائل الإعلام اللبنانية إن الضربة دمرت مصنعًا وأصابت ثلاثة أشخاص.
في 8 مايو، أدت الغارات الجوية الإسرائيلية في جنوب لبنان إلى مقتل اثنين من أعضاء حزب الله وثلاثة من أعضاء الجهاد الإسلامي. في اليوم التالي، أدت غارة جوية إسرائيلية على سيارة بالقرب من قرية بفلية إلى مقتل أربعة أعضاء من حزب الله.
في 10 مايو، أدت الغارات الجوية الإسرائيلية على قريتين في قضاء مرجعيون إلى مقتل عضو من حزب الله في عيدشيت وعضو من الجهاد الإسلامي في بليدا على التوالي. وفي نفس اليوم، أدت غارة جوية إسرائيلية أخرى على بلدة طير حرفا إلى مقتل اثنين من المدنيين كانا يقومان بإصلاحات على برج خلوي محلي.
في 14 مايو، أدت غارة جوية إسرائيلية على منزل في قرية ميس الجبل إلى مقتل عضو من حزب الله وإصابة شخص آخر. وفي أعقاب ذلك، أدت ضربة صاروخية مضادة للدبابات لحزب الله إلى مقتل مدني إسرائيلي وإصابة خمسة أفراد من جيش الاحتلال الإسرائيلي في كيبوتس آدميت. وفي الليل، أدت غارة إسرائيلية بطائرة بدون طيار على سيارة في صور إلى مقتل شخصين من بينهم حسين مكي، قائد ميداني لحزب الله. وردًا على مقتل القائد، أطلق حزب الله 60 صاروخًا على قاعدة مراقبة الحركة الجوية في جبل ميرون مما تسبب في أضرار طفيفة. كما أطلقوا صاروخًا ثقيلًا واحدًا على الأقل باتجاه قاعدة بيرانيت العسكرية. قُتل جندي من جيش الاحتلال الإسرائيلي وأصيب خمسة آخرون.
في 21 مايو، قتلت غارة جوية إسرائيلية بالقرب من صور ضابطًا رفيع المستوى في وحدة الصواريخ الساحلية لحزب الله. في تلك الليلة، قتلت غارة جوية إسرائيلية على سيارة في وادي البقاع عضوين من الجماعة الإسلامية. استمرت الاغتيالات المستهدفة في نفس الأسبوع بغارة جوية إسرائيلية على سيارة في قرية كفر دجال مما أسفر عن مقتل عضو من حزب الله وإصابة ثلاثة أطفال بجروح خطيرة في حافلة مدرسية قريبة. وردًا على ذلك، أصدر لبنان شكوى رسمية إلى مجلس الأمن التابع للأمم المتحدة.
في 25 مايو، قتلت غارة جوية إسرائيلية على شاحنة بالقرب من بلدة القصير السورية عضوين من حزب الله. في وقت لاحق من ذلك اليوم، قتل تفجير سيارة في دمشق ضابطًا في الجيش السوري على صلة بحزب الله.
في 26 مايو، قتلت غارة جوية إسرائيلية على منزل في عيترون عضوين من حزب الله. وفي اليوم نفسه، قُتل عضو آخر من حزب الله، وشخص آخر، في أعقاب غارة جوية على دراجة نارية في الناقورة. وفي وقت لاحق، أدت غارة جوية على دراجة نارية أخرى في عيتا الشعب إلى مقتل اثنين من المدنيين. وأدت غارة جوية على دراجة نارية ثالثة في الحولة إلى مقتل عضوين من حزب الله وإصابة شخصين آخرين. كما قُتل مدنيان في غارات على قرية يارون.

### يونيو
في الأول من يونيو، أسفرت غارة جوية إسرائيلية على منزل في عدلون عن مقتل مدني وإصابة أربعة آخرين، وفي وقت لاحق من ذلك المساء، أسفرت غارتان جويتان إسرائيليتان على منزل في عين قانا عن مقتل عضو في حزب الله وإصابة شخص آخر. وفي اليوم التالي، أسفرت غارة جوية إسرائيلية على دراجة نارية في الحولة عن مقتل اثنين من المدنيين. في الثالث من يونيو، أسفرت غارتان جويتان إسرائيليتان على الناقورة عن مقتل عضوين في حزب الله. كما أسفرت غارة جوية أخرى، هذه المرة على سيارة بالقرب من قرية كوثرية الرز، عن مقتل عضو آخر في حزب الله. وفي سوريا، أسفرت غارة جوية إسرائيلية على مصنع للنحاس بالقرب من حلب عن مقتل 16 شخصًا.
وقال حزب الله إنه أطلق طائرات بدون طيار على مقر الجيش الإسرائيلي في الجليل. كما زعم أنه شن هجومًا بطائرات بدون طيار في المطلة. وأكد الجيش الإسرائيلي أن طائرتين بدون طيار تحطمتا في شمال إسرائيل بينما تم اعتراض طائرة ثالثة.
اندلعت حرائق الغابات في شمال إسرائيل طوال الأسبوع مما أدى إلى احتراق 2500 فدان من الأراضي ونقل ستة جنود إسرائيليين وخمسة مدنيين إلى المستشفى بسبب استنشاق الدخان. في 11 يونيو، أدت غارة إسرائيلية على مركز قيادة وسيطرة في جويا إلى مقتل القائد الكبير لحزب الله طالب عبد الله وثلاثة مسلحين آخرين. في اليوم التالي، ردًا على مقتل طالب،  أطلق حزب الله وابلًا من حوالي 90 صاروخًا على إسرائيل مستهدفًا مصنعًا للجيش الإسرائيلي ومقرًا عسكريًا في عين زيتيم وعميعاد ومحطة مراقبة جوية في ميرون. ثم أطلق لاحقًا 70 صاروخًا آخر على منطقة جبل ميرون، ثم عشرة أخرى على زرعيت، ليصل إجمالي عدد عمليات الإطلاق إلى 170.  وقد ارتفع إلى 215 بحلول وقت متأخر من بعد الظهر في 13 يونيو، أطلق حزب الله 150 صاروخًا و30 طائرة بدون طيار على 15 هدفًا في شمال إسرائيل ومرتفعات الجولان في 19 يونيو، صرح نصر الله أن غزو حزب الله للجليل "ما زال مطروحًا على الطاولة".
وزعم أن حكومة قبرص تسمح للقوات الإسرائيلية بالعمل داخل بلادها وبالتالي تجعل قبرص هدفًا مشروعًا لضربات حزب الله. نفى الرئيس القبرصي نيكوس كريستودوليديس أن قبرص تنحاز إلى أي طرف في الصراع. في 30 يونيو، أفاد مسؤولون إسرائيليون أن 18 جنديًا من الجيش الإسرائيلي أصيبوا في هجوم بطائرة بدون طيار على مرتفعات الجولان.
في الأول من يونيو، أسفرت غارة جوية إسرائيلية على منزل في عدلون عن مقتل مدني وإصابة أربعة آخرين. وفي وقت لاحق من ذلك المساء، أسفرت غارتان جويتان إسرائيليتان على منزل في عين قانا عن مقتل عضو في حزب الله وإصابة شخص آخر. وفي اليوم التالي، أسفرت غارة جوية إسرائيلية على دراجة نارية في الحولة عن مقتل اثنين من المدنيين.
في الثالث من يونيو، أسفرت غارتان جويتان إسرائيليتان على الناقورة عن مقتل عضوين في حزب الله. كما أسفرت غارة جوية أخرى، هذه المرة على سيارة بالقرب من قرية كوثرية الرز، عن مقتل عضو آخر في حزب الله. وفي سوريا، أسفرت غارة جوية إسرائيلية على مصنع للنحاس بالقرب من حلب عن مقتل 16 شخصًا. وقال حزب الله إنه أطلق طائرات بدون طيار على مقر جيش الاحتلال الإسرائيلي في الجليل. كما زعم أنه شن هجومًا بطائرات بدون طيار في المطلة. وأكد جيش الاحتلال الإسرائيلي أن طائرتين بدون طيار تحطمتا في شمال إسرائيل بينما تم اعتراض طائرة ثالثة. اندلعت حرائق الغابات في شمال إسرائيل طوال الأسبوع مما أدى إلى احتراق 2500 فدان من الأراضي ونقل ستة جنود إسرائيليين وخمسة مدنيين إلى المستشفى بسبب استنشاق الدخان.
في 11 يونيو، أدت غارة إسرائيلية على مركز قيادة وسيطرة في جويا إلى مقتل القائد الكبير لحزب الله طالب عبد الله وثلاثة مسلحين آخرين. في اليوم التالي، ردًا على مقتل طالب، أطلق حزب الله وابلًا من حوالي 90 صاروخًا على إسرائيل مستهدفًا مصنعًا لجيش الاحتلال الإسرائيلي ومقرًا عسكريًا في عين زيتيم وعميعاد ومحطة مراقبة جوية في ميرون. ثم أطلق لاحقًا 70 صاروخًا آخر على منطقة جبل ميرون، ثم عشرة أخرى على زرعيت، ليصل إجمالي عدد عمليات الإطلاق إلى 170. وقد ارتفع إلى 215 بحلول وقت متأخر من بعد الظهر.
في 13 يونيو، أطلق حزب الله 150 صاروخًا و30 طائرة بدون طيار على 15 هدفًا في شمال إسرائيل ومرتفعات الجولان.
في 19 يونيو، صرح نصر الله أن غزو حزب الله للجليل "ما زال مطروحًا على الطاولة" وزعم أن حكومة قبرص تسمح للقوات الإسرائيلية بالعمل داخل بلادها وبالتالي تجعل قبرص هدفًا مشروعًا لضربات حزب الله. نفى الرئيس القبرصي نيكوس كريستودوليديس أن قبرص تنحاز إلى أي طرف في الصراع.
في 30 يونيو، أفاد مسؤولون إسرائيليون أن 18 جنديًا من جيش الاحتلال الإسرائيلي أصيبوا في هجوم بطائرة بدون طيار على مرتفعات الجولان.

### يوليو

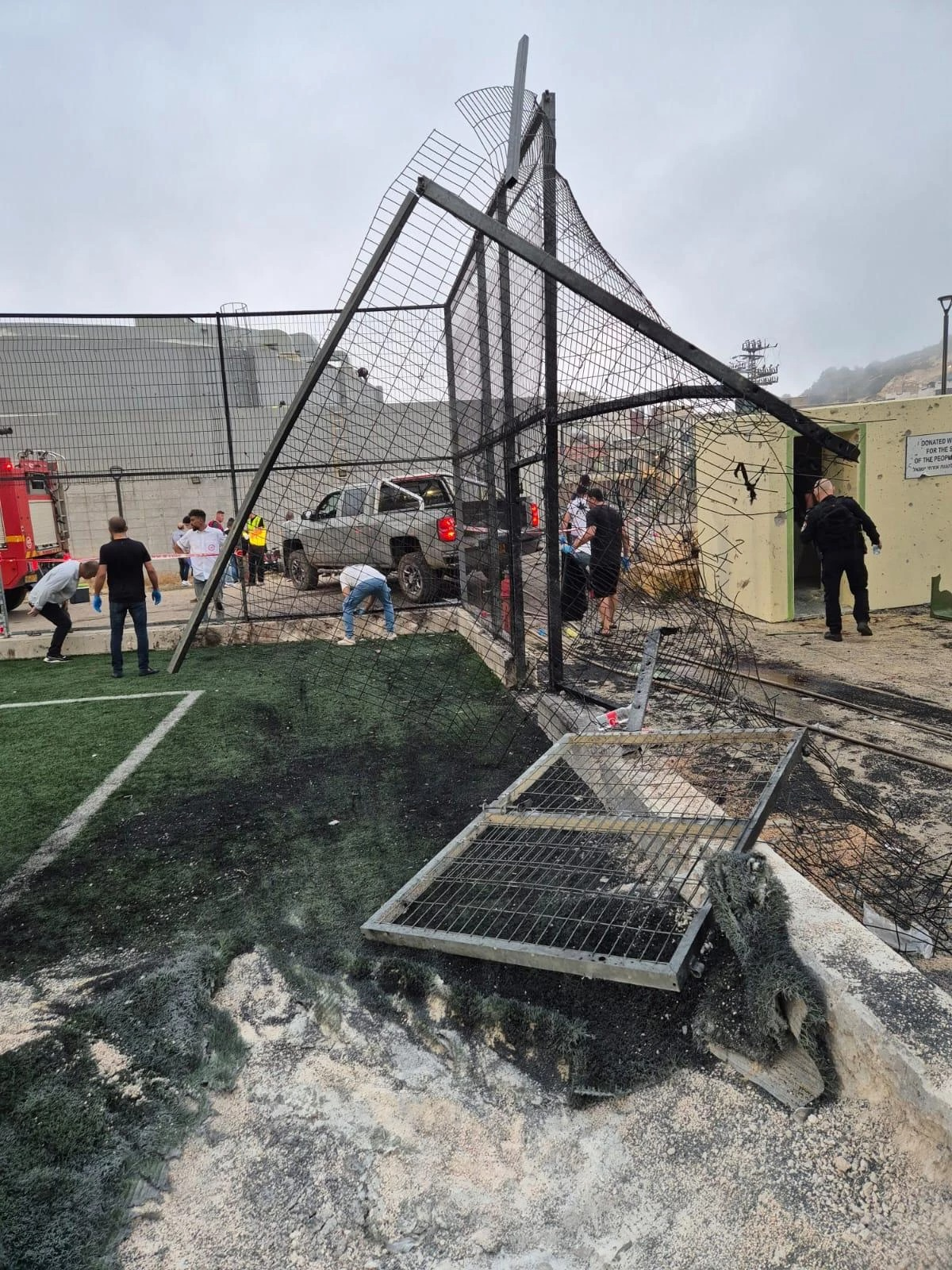
مكان سقوط الصاروخ على ملعب مجدل شمس لكرة القدم بعد انتشال جثث القتلى والجرحى

في 3 يوليو، قُتل القائد الميداني الكبير لحزب الله محمد ناصر في غارة جوية إسرائيلية في صور،  وردًا على ذلك أطلق حزب الله 100 صاروخ على مواقع الجيش الإسرائيلي ردًا على مقتله. في اليوم التالي، أطلق 200 صاروخ آخر على إسرائيل. في 9 يوليو، قتلت غارة جوية إسرائيلية على طريق بيروت-دمشق في سوريا عضوين من حزب الله، 
وأطلق حزب الله 40 صاروخًا على مرتفعات الجولان. بعد أسبوع، أصيب شخصان على الأقل في هجوم بطائرة بدون طيار إسرائيلية في لبنان،  وألحقت ضربات صواريخ حزب الله في كريات شمونة أضرارًا بالمباني السكنية. في 22 يوليو، اعترضت القوات الإسرائيلية طائرات بدون طيار من لبنان، 
وأصابت ضربة صاروخية لحزب الله جنديين في شمال إسرائيل. في اليوم التالي وردًا على ذلك، شنت إسرائيل ضربات مدفعية على جنوب لبنان،  وشن حزب الله ضربات صاروخية على شمال إسرائيل. وضربت الطائرات الحربية والمدفعية الإسرائيلية جنوب لبنان. في 27 يوليو، قتلت غارة إسرائيلية في جنوب لبنان أربعة أعضاء من جماعات مسلحة مختلفة.  أصابت ضربة صاروخية بلدة مجدل شمس الدرزية في شمال مرتفعات الجولان، مما أسفر عن مقتل 12 وإصابة العشرات. ردًا على ذلك، قصف الجيش الإسرائيلي قرى وبلدات في جنوب وشرق لبنان في اليوم التالي.  في 29 يوليو، قُتل اثنان في غارة إسرائيلية على لبنان. في اليوم التالي، ضربت غارة جوية إسرائيلية البنية التحتية لحزب الله في جنوب لبنان، وقتل مدني إسرائيلي في ضربة صاروخية من لبنان إلى شمال إسرائيل. قال حزب الله إنه أطلق النار على طائرات حربية إسرائيلية دخلت المجال الجوي اللبناني. قال الجيش الإسرائيلي إن غارة جوية في بيروت استهدفت القائد الكبير في حزب الله فؤاد شكر لتورطه في هجوم مجدل شمس،   وأكد حزب الله لاحقًا وفاته. كما قُتل أربعة مدنيين، بينما أصيب 80 شخصًا.
في 3 يوليو، قُتل القائد الميداني الكبير لحزب الله محمد ناصر في غارة جوية إسرائيلية في صور، وردًا على ذلك أطلق حزب الله 100 صاروخ على مواقع جيش الاحتلال الإسرائيلي ردًا على مقتله. في اليوم التالي، أطلق 200 صاروخ آخر على إسرائيل. في 9 يوليو، قتلت غارة جوية إسرائيلية على طريق بيروت-دمشق في سوريا عضوين من حزب الله، وأطلق حزب الله 40 صاروخًا على مرتفعات الجولان. بعد أسبوع، أصيب شخصان على الأقل في هجوم بطائرة بدون طيار إسرائيلية في لبنان، وألحقت ضربات صواريخ حزب الله في كريات شمونة أضرارًا بالمباني السكنية. في 22 يوليو، اعترضت القوات الإسرائيلية طائرات بدون طيار من لبنان، وأصابت ضربة صاروخية لحزب الله جنديين في شمال إسرائيل. في اليوم التالي وردًا على ذلك، شنت إسرائيل ضربات مدفعية على جنوب لبنان، وشن حزب الله ضربات صاروخية على شمال إسرائيل، وضربت الطائرات الحربية والمدفعية الإسرائيلية جنوب لبنان.
في 27 يوليو، قتلت غارة إسرائيلية في جنوب لبنان أربعة أعضاء من جماعات مسلحة مختلفة. أصابت ضربة صاروخية بلدة مجدل شمس الدرزية في شمال مرتفعات الجولان، مما أسفر عن مقتل 12 وإصابة العشرات. ردًا على ذلك، قصفت قوات الدفاع الإسرائيلية قرى وبلدات في جنوب وشرق لبنان في اليوم التالي. في 29 يوليو، قُتل اثنان في غارة إسرائيلية على لبنان. في اليوم التالي، ضربت غارة جوية إسرائيلية البنية التحتية لحزب الله في جنوب لبنان، وقتل مدني إسرائيلي في ضربة صاروخية من لبنان إلى شمال إسرائيل. قال حزب الله إنه أطلق النار على طائرات حربية إسرائيلية دخلت المجال الجوي اللبناني. قالت قوات الدفاع الإسرائيلية إن غارة جوية في بيروت استهدفت القائد الكبير في حزب الله فؤاد شكر لتورطه في هجوم مجدل شمس، وأكد حزب الله لاحقًا وفاته. كما قُتل أربعة مدنيين، بينما أصيب 80 شخصًا.

### أغسطس
في 2 أغسطس، أصابت غارة إسرائيلية بطائرة بدون طيار أحد عناصر حزب الله الذي أطلق صواريخ على شمال إسرائيل. وفي نفس اليوم، استهدفت غارة جوية إسرائيلية عنصرين من حزب الله أطلقا قذائف على إسرائيل وعناصر أخرى من حزب الله في مبنى في جنوب لبنان.  قُتل ما لا يقل عن خمسة عمال مهاجرين من سوريا في غارة إسرائيلية في جنوب لبنان. في اليوم التالي، قُتل صبي وأصيب ستة في غارة جوية إسرائيلية في جنوب لبنان.
كما قُتل أحد عناصر حزب الله في هذه الغارة. زعم حزب الله أنه أطلق صاروخًا على طائرة حربية إسرائيلية دخلت المجال الجوي اللبناني وأُجبرت على العودة. في 6 أغسطس، قال حزب الله إنه استهدف مبنى يستخدمه جيش الإحتلال الإسرائيلي في أفيفيم بصاروخ مضاد للدبابات. أسفرت غارة جوية إسرائيلية على مبنى يستخدمه حزب الله في ميفدون عن مقتل خمسة من عناصر حزب الله. قال حزب الله إنه استهدف موقعين لجيش الاحتلال الإسرائيلي في عكا ومركبة لجيش الاحتلال الإسرائيلي.  كما ذكر حزب الله أنه استهدف مقر لواء جولاني، وهو لواء مشاة ومقر لوحدة إيجوز في شمال إسرائيل بضربات بطائرات بدون طيار.
في 8 أغسطس، قال جيش الإحتلال الإسرائيلي إنه ضرب البنية التحتية لحزب الله في حلتا وكفر كلا وكونين و"أزال تهديدًا" في ليدا، جنوب لبنان.  قتلت غارة إسرائيلية بطائرة بدون طيار في جنوب لبنان أحد مسلحي حزب الله ومدنيًا. أصيب ثلاثة على الأقل في غارة إسرائيلية بطائرة بدون طيار استهدفت سيارة على الطريق الذي يربط بين يارين وجبين. زعم حزب الله أن غارته بطائرة بدون طيار التي استهدفت موقعًا لجيش الاحتلال الإسرائيلي في المرج أدت إلى إصابة جنود إسرائيليين. وأكد حزب الله مقتل أحد مسلحيه الذي أصيب في وقت سابق. كما زعم أن هجومه الصاروخي أصاب ثكنة راميم مباشرة. أصابت قذائف المدفعية الإسرائيلية المصدر الذي أطلقت منه الصواريخ وقرية أخرى في جنوب لبنان.
في 10 أغسطس، أصيب شخصان في غارة جوية إسرائيلية في مجدل سلم. زعم حزب الله أنه أوقع إصابات في غارة بطائرة بدون طيار في ميتشفيه ألون ردًا على اغتيال المسؤول في حماس في 9 أغسطس. أكد جيش الاحتلال الإسرائيلي الأضرار الناجمة عن غارة بطائرة بدون طيار لحزب الله في شمال إسرائيل. استهدفت الغارات الجوية الإسرائيلية هياكل وعناصر حزب الله بما في ذلك في عيتا الشعب والخيام وبلدة. استهدفت غارة بطائرة بدون طيار لحزب الله جنودًا إسرائيليين تجمعوا بالقرب من بركة رشا. كشف حزب الله عن مجمع صواريخ "عماد 4" الخاص به، والذي يتميز بأنفاق تحت الأرض واسعة النطاق وقاذفات صواريخ كبيرة، في مقطع فيديو أصدره جناحه الإعلامي في 16 أغسطس. زعم حزب الله أن المنشأة مصممة للاختباء من الاستطلاع الإسرائيلي وتوفر الحماية ضد الهجمات. صرح زعيم حزب الله حسن نصر الله أن صواريخهم يمكن أن تستهدف كل الأراضي الفلسطينية. وعلقت السفارة الإيرانية في بيروت أيضًا، زاعمة أن إيران تمتلك منشآت صاروخية تحت الأرض مماثلة قادرة على ضرب إسرائيل من مواقع مختلفة. في 17 أغسطس، قُتل ما لا يقل عن 11 شخصًا، بينهم امرأة وطفلاها، وأصيب أربعة، بينهم اثنان مصابان بجروح خطيرة، في غارة إسرائيلية على مستودع للمعادن في النبطية.
ضربت غارة إسرائيلية بطائرة بدون طيار زوطر الشرقية. أكد حزب الله مقتل ستة مسلحين. في 26 أغسطس، استهدفت غارة إسرائيلية بطائرة بدون طيار سيارة في صيدا. زعم حزب الله أن غارته بطائرة بدون طيار أصابت معدات مراقبة في راميا. قال جيش الاحتلال الإسرائيلي إنه ضرب مباني حزب الله في كفركلا وطير حرفا وكذلك شبعا وعيتا الشعب. كما ذكرت وسائل إعلام لبنانية أن المدفعية الإسرائيلية ضربت أطراف شمع والناقورة. قال حزب الله إنه نفذ ثلاث غارات بطائرات بدون طيار ضد أهداف إسرائيلية. في 27 أغسطس، قال جيش الاحتلال الإسرائيلي إنه نفذ غارات جوية على مباني حزب الله في ميس الجبل والخيام والحائر وبنت كابال. وأسفرت الغارات الجوية الإسرائيلية في مجدل وشحين عن إصابة أربعة أشخاص. وقال حزب الله إنه استخدم طائرة بدون طيار محملة بالمتفجرات لاستهداف معدات جمع المعلومات الاستخبارية، و"مستوطنة إسرائيلية غير قانونية"، وثكنة عسكرية لجيش الاحتلال الإسرائيلي في بيت هليل. وأكد جيش الاحتلال الإسرائيلي إصابة جندي في غارة بطائرة بدون طيار في الجليل الأعلى وقال إنه استهدف أحد عناصر حزب الله في العديسة. واستهدفت غارة جوية إسرائيلية شاحنة صغيرة محملة بمعدات عسكرية بالقرب من شات في شمال شرق لبنان. قُتل ثلاثة من مسلحي الجهاد الإسلامي الفلسطيني ومسلح واحد من حزب الله في غارة بطائرة بدون طيار إسرائيلية استهدفت سيارة على الحدود السورية اللبنانية. في 29 أغسطس، قال جيش الاحتلال الإسرائيلي إنه ضرب موقعًا لحزب الله في كفر كلا و"تهديدًا" في يارين. قال حزب الله إنه استهدف مقر فرقة الجولان 210 التابعة لجيش الاحتلال الإسرائيلي في النهدة بطائرات بدون طيار انتحارية. كما قال حزب الله إنه نفذ أربع ضربات صاروخية أخرى استهدفت جنودًا إسرائيليي. في 31 أغسطس، قال حزب الله إن صواريخه أصابت موقعًا عسكريًا إسرائيليًا في المرج.  وقال جيش الاحتلال الإسرائيلي إن طائراته الحربية ضربت مبنى يحتوي على أعضاء من حزب الله في مركبا وقصفت البنية التحتية لحزب الله في جنوب لبنان. وقال حزب الله إن صواريخه أصابت الرمثا في تلال كفرشوبا.

#### الصواريخ (أغسطس)
أطلق حزب الله حوالي 55 صاروخًا من جنوب لبنان مستهدفًا أيليت هاشاهار. تم اعتراض العديد من الصواريخ، لكن تأثير بعض الصواريخ وشظايا الصواريخ تسبب في حرائق في 10 مواقع في شمال إسرائيل وانقطاع التيار الكهربائي في صفد وهاتسور هجليليت.  أصابت غارة لطائرة بدون طيار تابعة لحزب الله جنديين في موقع لجيش الاحتلال الإسرائيلي بالقرب من مسجاف عام. قُتل أحدهم في غارة لطائرة بدون طيار إسرائيلية على دراجة نارية في صور. وأكد جيش الاحتلال الإسرائيلي مقتل قائد لقوة الرضوان. في 18 أغسطس، قال حزب الله إن مسلحيه ضربوا موقعًا لجيش الاحتلال الإسرائيلي في المرج بالصواريخ.  أصابت غارة لطائرة بدون طيار تابعة لحزب الله جنديين في موقع للجيش الإسرائيلي بالقرب من مسجاف عام. قُتل أحدهم في غارة لطائرة بدون طيار إسرائيلية على دراجة نارية في صور. وأكد جيش الاحتلال الإسرائيلي مقتل قائد لقوة الرضوان. في 18 أغسطس، قال حزب الله إن مسلحيه ضربوا موقعًا للجيش الإسرائيلي في المرج بالصواريخ.  وأسفرت غارة إسرائيلية بطائرة بدون طيار على دراجة نارية في ضواحي شبعا عن مقتل شخص واحد.  ضربت الغارات الجوية الإسرائيلية الظاهرية وطير حرفا في جنوب لبنان، مما أدى إلى إصابة جندي حفظ سلام غاني من اليونيفيل. وأكدت اليونيفيل إصابة ثلاثة أعضاء بجروح طفيفة في انفجار بالقرب من مركبة تابعة للأمم المتحدة في يارين. كما قال حزب الله إنه هاجم مواقع للجيش  الإسرائيلي بالقرب من الحدود وكفرشوبا. ضربت الغارات الجوية الإسرائيلية حولا وبيت ليف. وقال حزب الله إن قوته استهدفت موقعًا للجيش الإسرائيلي في الراهب بقذائف المدفعية. كما أطلق حزب الله صواريخ على مواقع لجيش الاحتلال الإسرائيلي في جل العلم والمالكية والزبداني وشتوله. في 19 أغسطس، زعم حزب الله أنه هاجم جنودًا إسرائيليين حاولوا التسلل إلى لبنان عبر غابة حدب عيتا وأجبرهم على التراجع بعد إلحاق خسائر بشرية بهم.
ضربت الغارات الجوية الإسرائيلية البنية التحتية لحزب الله في عيتا الشعب وبيت ليف وحولا. ضرب صاروخ وطائرة بدون طيار لحزب الله الجليل الغربي بينما سقطت بعض القذائف في يعارا. قال الرئيس الإسرائيلي إسحاق هرتسوغ إن "هناك معلومات تفيد بأننا تكبدنا خسائر بشرية محتملة" ووفقًا لإذاعة الجيش الإسرائيلي "كانت هناك تقارير أولية عن أضرار لحقت بالمباني". قُتل اثنان في غارة جوية إسرائيلية في حولا. أعلن حزب الله مقتل اثنين من المسلحين. قال الجيش الإسرائيلي إنه ضرب مسلحين من حزب الله ومباني وقاذفة صواريخ في عيتا الشعب وحنين.  زعم حزب الله أن صاروخ بركان أصاب موقعًا للجيش الإسرائيلي في بياضة بليدا. قُتل جندي إسرائيلي وأصيب آخر بجروح خطيرة في غارة بطائرة بدون طيار في برعم. قال حزب الله إن مدفعيته ضربت ثكنات لجيش الاحتلال الإسرائيلي في زبدين في مزارع شبعا وراميم. قال جيش الاحتلال الإسرائيلي إنه ضرب قاذفة صواريخ في بيت ليف استخدمها حزب الله في اليوم السابق لإطلاق الصواريخ على إسرائيل ومبنى لحزب الله في عيتا الشعب. ضربت الضربات الإسرائيلية قرية ديرة في جنوب لبنان، مما أسفر عن مقتل شخصين على الأقل. زعم حزب الله أن صواريخه وطائراته بدون طيار ضربت عدة مقار لجيش الاحتلال الإسرائيلي في مرتفعات الجولان المحتلة والجليل الأعلى.  قُتل أربعة أشخاص وأصيب خمسة بينهم ثلاثة مسعفين في الضربة في ديرة. أكد حزب الله مقتل مقاتليه الأربعة. ضربت الغارات الجوية الإسرائيلية مواقع مختلفة في جنوب لبنان وبعلبك.
في 21 أغسطس، ضربت ضربة إسرائيلية وادي البقاع، مما أسفر عن مقتل شخص وإصابة اثنين. أطلق حزب الله صواريخ وطائرات بدون طيار على عدة مواقع لجيش الإحتلال الإسرائيلي في مرتفعات الجولان المحتلة، وقال حزب الله إنهم أطلقوا قذائف مدفعية على جنود إسرائيليين بالقرب من ثكنة لجيش الإحتلال الإسرائيلي في زرعيت. أصابت الغارات الجوية الإسرائيلية مستودع ذخيرة ونظام دفاع جوي لحزب الله في وادي البقاع. كما ضربت الضربات الإسرائيلية مواقع لحزب الله في أبو ساش ووادي حامول وعيتا الشعب وراميا وطلوسة في جنوب لبنان.  أطلق حزب الله حوالي 50 صاروخًا من لبنان مستهدفًا موقع لوجستي لجيش الإحتلال الإسرائيلي في تسنوبار. سقط بعض هذه الصواريخ في مستوطنة كاتسرين الإسرائيلية في مرتفعات الجولان المحتلة، مما أدى إلى إتلاف مبنى وإصابة شخص واحد.
أسفرت ضربة جوية إسرائيلية في الخيام عن مقتل مواطن سوري. قُتل شخص وأصيب عدة أشخاص آخرين في غارة جوية إسرائيلية استهدفت سيارة في صيدا.  قُتل في الغارة مسؤول من فتح، قالت كتائب شهداء الأقصى إنه أحد قادتها في الضفة الغربية. أصاب صاروخ موجه إسرائيلي منزلاً في عيتا الشعب. وقال حزب الله إنهم استهدفوا مجموعة من الجنود في يعارا بطائرات بدون طيار وموقع مسقفام التابع لجيش الاحتلال الإسرائيلي. كما قال حزب الله إنه استهدف مواقع لجيش الاحتلال الإسرائيلي في شمال إسرائيل ومرتفعات الجولان بطائرات بدون طيار وصواريخ ومدفعية.  أدت غارة إسرائيلية بطائرة بدون طيار في القاسمية في جنوب لبنان إلى إصابة شخصين أحدهما أحد مقاتلي حزب الله. أطلقت إسرائيل أيضًا صاروخ جو-أرض في المنصوري دون التسبب في وقوع إصابات. ضربت الغارات الجوية الإسرائيلية أيضًا الخيام وزبقين ويطر وشبعا والنبطية وبئر كلب وكفركلا وعلما الشعب وميس الجبل، مما أسفر عن مقتل أحد مقاتلي حزب الله ومقاتل من حركة أمل.
نصحت سفارة الفلبين في بيروت مواطنيها البالغ عددهم 11000 في لبنان بمغادرة البلاد بعد الضربة. كما قال حزب الله إنه هاجم أهدافًا للجيش الإسرائيلي في كريات شمونة وجل العلم والمالكية والمرج ومطلة والغجر. في 23 أغسطس، اعترضت إسرائيل ضربة صاروخية أطلقت من لبنان فوق جبل ميرون، بينما اندلعت حرائق في نفس المنطقة بسبب ضربات صاروخية أخرى دون وقوع إصابات. زعم جيش الاحتلال الإسرائيلي أنه قتل مجموعة من مسلحي حزب الله كانوا يستعدون لإطلاق قذائف على إسرائيل في طير حرفا من خلال غارة جوية وقصف تهديدات في شبعا. قال حزب الله إنه استهدف مواقع للجيش الإسرائيلي في ميرون والمالكية. قال حزب الله إن ضرباته المدفعية استهدفت جنودًا بالقرب من تلة الخزان.  قُتل ثمانية أشخاص من بينهم ثلاثة مسلحين من حزب الله وطفل في غارات جوية إسرائيلية في طير حرفا وعيتا الجبل وميس الجبل وعيترون. كما ضربت الضربات الإسرائيلية يارون.  قتلت الغارات الجوية الإسرائيلية في حمص وحماة في سوريا ثلاثة مسلحين من حزب الله وأصابت 10 أشخاص. في 24 أغسطس، ضربت قذائف المدفعية الإسرائيلية ضواحي عيتا الشعب وعيترون ومارون الراس في جنوب لبنان. قال حزب الله إنه هاجم موقع جيش الاحتلال الإسرائيلي في الراهب بالمدفعية والطائرات بدون طيار. في 25 أغسطس، بدأت إسرائيل عملية عسكرية استباقية في جنوب لبنان ضد أهداف حزب الله. قال حزب الله إنه أطلق أكثر من 320 صاروخ كاتيوشا على مواقع جيش الاحتلال الإسرائيلي في شمال إسرائيل ومرتفعات الجولان كمرحلة أولى للرد على اغتيال فؤاد شكر. أصيبت امرأة بجروح طفيفة بسبب شحذ من الهجوم في عكا. وأصيب ثلاثة أشخاص آخرين، وهم أحد عناصر حزب الله ومواطن سوري.  قُتل ضابط في البحرية الإسرائيلية بهجوم صاروخي لحزب الله على زورق دورية سريع من فئة دفورا قبالة ساحل نهاريا، شمال إسرائيل، وأصيب اثنان آخران.
في 2 أغسطس، أصابت غارة إسرائيلية بطائرة بدون طيار أحد عناصر حزب الله الذي أطلق صواريخ على شمال إسرائيل. وفي نفس اليوم، استهدفت غارة جوية إسرائيلية عنصرين من حزب الله أطلقا قذائف على إسرائيل وعناصر أخرى من حزب الله في مبنى في جنوب لبنان. قُتل ما لا يقل عن خمسة عمال مهاجرين من سوريا في غارة إسرائيلية في جنوب لبنان. في اليوم التالي، قُتل صبي وأصيب ستة في غارة جوية إسرائيلية في جنوب لبنان. كما قُتل أحد عناصر حزب الله في هذه الغارة. زعم حزب الله أنه أطلق صاروخًا على طائرة حربية إسرائيلية دخلت المجال الجوي اللبناني وأُجبرت على العودة.
في 6 أغسطس، قال حزب الله إنه استهدف مبنى يستخدمه جيش الاحتلال الإسرائيلي في أفيفيم بصاروخ مضاد للدبابات.[  أسفرت غارة جوية إسرائيلية على مبنى يستخدمه حزب الله في ميفدون عن مقتل خمسة من عناصر حزب الله. قال حزب الله إنه استهدف موقعين لجيش الاحتلال الإسرائيلي في عكا ومركبة لجيش الاحتلال الإسرائيلي. كما ذكر حزب الله أنه استهدف مقر لواء جولاني، وهو لواء مشاة ومقر لوحدة إيجوز في شمال إسرائيل بضربات بطائرات بدون طيار.
في 8 أغسطس، قال جيش الاحتلال الإسرائيلي إنه ضرب البنية التحتية لحزب الله في حلتا وكفر كلا وكونين و"أزال تهديدًا" في ليدا، جنوب لبنان. قتلت غارة إسرائيلية بطائرة بدون طيار في جنوب لبنان أحد مسلحي حزب الله ومدنيًا. أصيب ثلاثة على الأقل في غارة إسرائيلية بطائرة بدون طيار استهدفت سيارة على الطريق الذي يربط بين يارين وجبين. زعم حزب الله أن غارته بطائرة بدون طيار التي استهدفت موقعًا لجيش الاحتلال الإسرائيلي في المرج أدت إلى إصابة جنود إسرائيليين. وأكد حزب الله مقتل أحد مسلحيه الذي أصيب في وقت سابق. كما زعم أن هجومه الصاروخي أصاب ثكنة راميم مباشرة. أصابت قذائف المدفعية الإسرائيلية المصدر الذي أطلقت منه الصواريخ وقرية أخرى في جنوب لبنان.
في 10 أغسطس، أصيب شخصان في غارة جوية إسرائيلية في مجدل سلم.[  زعم حزب الله أنه أوقع إصابات في غارة بطائرة بدون طيار في ميتشفيه ألون ردًا على اغتيال المسؤول في حماس في 9 أغسطس. أكد جيش الاحتلال الإسرائيلي الأضرار الناجمة عن غارة بطائرة بدون طيار لحزب الله في شمال إسرائيل. استهدفت الغارات الجوية الإسرائيلية هياكل وعناصر حزب الله بما في ذلك في عيتا الشعب والخيام وبلدة. استهدفت غارة بطائرة بدون طيار لحزب الله جنودًا إسرائيليين تجمعوا بالقرب من بركة رشا.
كشف حزب الله عن مجمع صواريخ "عماد 4" الخاص به، والذي يتميز بأنفاق تحت الأرض واسعة النطاق وقاذفات صواريخ كبيرة، في مقطع فيديو أصدره جناحه الإعلامي في 16 أغسطس. زعم حزب الله أن المنشأة مصممة للاختباء من الاستطلاع الإسرائيلي وتوفر الحماية ضد الهجمات. صرح زعيم حزب الله حسن نصر الله أن صواريخهم يمكن أن تستهدف كل الأراضي الفلسطينية. وعلقت السفارة الإيرانية في بيروت أيضًا، زاعمة أن إيران تمتلك منشآت صاروخية تحت الأرض مماثلة قادرة على ضرب إسرائيل من مواقع مختلفة.
في 17 أغسطس، قُتل ما لا يقل عن 11 شخصًا، بينهم امرأة وطفلاها، وأصيب أربعة، بينهم اثنان مصابان بجروح خطيرة، في غارة إسرائيلية على مستودع للمعادن في النبطية. نصحت سفارة الفلبين في بيروت مواطنيها البالغ عددهم 11000 في لبنان بمغادرة البلاد بعد الضربة. أطلق حزب الله حوالي 55 صاروخًا من جنوب لبنان مستهدفًا أيليت هاشاهار. تم اعتراض العديد من الصواريخ، لكن تأثير بعض الصواريخ وشظايا الصواريخ تسبب في حرائق في 10 مواقع في شمال إسرائيل وانقطاع التيار الكهربائي في صفد وهاتسور هجليليت. أصابت غارة لطائرة بدون طيار تابعة لحزب الله جنديين في موقع لجيش الاحتلال الإسرائيلي بالقرب من مسجاف عام. قُتل أحدهم في غارة لطائرة بدون طيار إسرائيلية على دراجة نارية في صور. وأكد جيش الاحتلال الإسرائيلي مقتل قائد لقوة الرضوان.
في 18 أغسطس، قال حزب الله إن مسلحيه ضربوا موقعًا لجيش الاحتلال الإسرائيلي في المرج بالصواريخ. وأسفرت غارة إسرائيلية بطائرة بدون طيار على دراجة نارية في ضواحي شبعا عن مقتل شخص واحد. ضربت الغارات الجوية الإسرائيلية الظاهرية وطير حرفا في جنوب لبنان، مما أدى إلى إصابة جندي حفظ سلام غاني من اليونيفيل. وأكدت اليونيفيل إصابة ثلاثة أعضاء بجروح طفيفة في انفجار بالقرب من مركبة تابعة للأمم المتحدة في يارين. كما قال حزب الله إنه هاجم مواقع لجيش الاحتلال الإسرائيلي بالقرب من الحدود وكفرشوبا. ضربت الغارات الجوية الإسرائيلية حولا وبيت ليف. وقال حزب الله إن قوته استهدفت موقعًا لجيش الاحتلال الإسرائيلي في الراهب بقذائف المدفعية. كما أطلق حزب الله صواريخ على مواقع لجيش الاحتلال الإسرائيلي في جل العلم والمالكية والزبداني وشتوله.
في 19 أغسطس، زعم حزب الله أنه هاجم جنودًا إسرائيليين حاولوا التسلل إلى لبنان عبر غابة حدب عيتا وأجبرهم على التراجع بعد إلحاق خسائر بشرية بهم. ضربت الغارات الجوية الإسرائيلية البنية التحتية لحزب الله في عيتا الشعب وبيت ليف وحولا. ضرب صاروخ وطائرة بدون طيار لحزب الله الجليل الغربي بينما سقطت بعض القذائف في يعارا. قال الرئيس الإسرائيلي إسحاق هرتسوغ إن "هناك معلومات تفيد بأننا تكبدنا خسائر بشرية محتملة" ووفقًا لإذاعة الجيش الإسرائيلي "كانت هناك تقارير أولية عن أضرار لحقت بالمباني". قُتل اثنان في غارة جوية إسرائيلية في حولا. أعلن حزب الله مقتل اثنين من المسلحين. قال جيش الاحتلال الإسرائيلي إنه ضرب مسلحين من حزب الله ومباني وقاذفة صواريخ في عيتا الشعب وحنين. زعم حزب الله أن صاروخ بركان أصاب موقعًا لجيش الاحتلال الإسرائيلي في بياضة بليدا. قُتل جندي إسرائيلي وأصيب آخر بجروح خطيرة في غارة بطائرة بدون طيار في برعم. قال حزب الله إن مدفعيته ضربت ثكنات لجيش الاحتلال الإسرائيلي في زبدين في مزارع شبعا وراميم. أصيبت امرأة تبلغ من العمر 18 عامًا في غارة إسرائيلية في المنصوري. أصيب ثمانية أشخاص على الأقل في غارة إسرائيلية في وادي البقاع. من بين المصابين الثمانية في الغارة الإسرائيلية في وادي البقاع طفلان سوريان.

### سبتمبر
في 2 سبتمبر، قال الجيش الإسرائيلي إنها قصفت منصة إطلاق صواريخ لحزب الله في بنت جبل وقصفت كفرشوبا وشبعا. كما أدت هجمات طائرات بدون طيار شنها الجيش الإسرائيلي على مركبة بالقرب من الناقورة إلى مقتل شخصين أحدهما شخص يعمل في شركة تنظيف متعاقدة مع قوة الأمم المتحدة المؤقتة في لبنان. كما أصابت الغارات الجوية الإسرائيلية مباني عسكرية لحزب الله في يارون، عيتا الشعب، حنين، طير حرفا وبليدا.  وقال حزب الله إن صواريخه من طراز كاتيوشا أصابت عين يعقوب، جعتون ويحييم. في 4 سبتمبر، ضربت القوات الجوية الإسرائيلية منصة إطلاق صواريخ لحزب الله في زبقين وزعمت أنها ضربت "هياكل عسكرية" لحزب الله في الخيام وعيتا الشعب. كما قصف الجيش الإسرائيلي شوبا وعلما الشعب وكفر كلا. أصيب شخصان على الأقل في غارة جوية إسرائيلية في الخيام.
في 17 سبتمبر، زعم جهاز الأمن الداخلي الإسرائيلي (شين بيت) أنه أحبط محاولة لحزب الله لاغتيال مسؤول دفاعي كبير سابق بلغم كلايمور،  ووافقت الحكومة الأمنية الإسرائيلية على هدف حرب جديد يتمثل في إعادة السكان الذين تم إجلاؤهم إلى شمال إسرائيل، بالإضافة إلى أهداف «تدمير حماس وإستعادة الرهائن». وفي 17 سبتمبر، أستشهد ما لا يقل عن 12 شخصًا وأصيب أكثر من 2750 شخصًا، بمن فيهم أعضاء حزب الله والمدنيون، بعد نفجارات أجهزة النداء الخاصة بهم في لبنان وسوريا، بما في ذلك بيروت،  وكان من بين المصابين السفير الإيراني في لبنان مجتبى أماني.
وفي 23 سبتمبر 2024، شن الجيش الإسرائيلي سلسلة غارات على عدد كبير من قرى وضواحي لبنان، أدت هذه الغارات إلى سقوط 492 لبناني، وأكثر من 100 جريح. كما شن الاحتلال غارة استهدفت بيروت، لاستهداف إبراهيم عقيل، أحد قادة حزب الله. وافقت الحكومة الإسرائيلية في تصويت هاتفي عاجل، على اقتراح وزير الإحتلال يوآف غالانت، بإعلان حالة طوارئ في الجبهة الداخلية في جميع أنحاء البلاد، حتى 30 سبتمبر. 
أصيب ما لا يقل عن أربعة أشخاص في غارة شنها الجيش الإسرائيلي على عيتا الشعب، والتي قال الجيش الإسرائيلي إنها استهدفت منصة إطلاق صواريخ لحزب الله. كما أصابت قصف الجيش الإسرائيلي كفر كلا، والعديسة، والخيام. كما تم إطلاق حوالي 20 صاروخًا من لبنان إلى الجليل الأعلى. كما أدت غارة إسرائيلية على بيت ياحون إلى إصابة ثلاث فتيات. كما ضربت الغارات الجوية الإسرائيلية مباني حزب الله في بيت ليف، والطيبة والعديسة. كما ضربت الغارات الجوية الإسرائيلية عيناتا وكونين.
أصابت غارة مدفعية إسرائيلية قبريخا مما أسفر عن مقتل امرأة وإصابة اثنين آخرين بما في ذلك طفل يبلغ من العمر 12 عامًا. قال حزب الله إن صواريخه من طراز كاتيوشا استهدفت مواقع مدفعية إسرائيلية في الزعورة في مرتفعات الجولان المحتلة. أطلق حزب الله أكثر من 100 صاروخ على الجليل مما تسبب في أضرار لمنزل واحد على الأقل في كريات شمونة ونشوب حريق. في 5 سبتمبر، قال جيش الاحتلال الإسرائيلي إن غاراته الجوية أصابت 10 بنى تحتية عسكرية وقاذفات لحزب الله بينما أفادت وكالة الأنباء الوطنية اللبنانية بغارات جوية إسرائيلية في ضواحي مجدل زون والجبين ووادي حسن ووادي زبقين والعزية. قُتل شخص وأصيب شخص آخر في غارات جوية إسرائيلية بين كفرا وصديقين. كما ضربت الهجمات الإسرائيلية منطقة رأس الظهر في ميس الجبل وضواحي عيتا الشعب. تم إطلاق حوالي خمسة صواريخ وثماني طائرات بدون طيار من لبنان إلى شمال إسرائيل. هبطت طائرة بدون طيار مشتبه بها في محيط يعارا. ثلاثة صواريخ مضادة للدبابات أطلقت من لبنان باتجاه شمال إسرائيل ألحقت أضراراً بالمباني في المطلة، وقال حزب الله إنها أصابت مباني جيش الاحتلال الإسرائيلي في المطلة وثكنات جيش الاحتلال الإسرائيلي في زبدين في رويسات القرن في مزارع شبعا. وزعمت وكالة الأنباء الوطنية اللبنانية أن جيش الاحتلال الإسرائيلي أطلق قذائف مدفعية تحتوي على الفوسفور الأبيض بين تل النحاس والحمامات، مما تسبب في اندلاع حريق. وقال الجيش  الإسرائيلي إنه ضرب مبنى لحزب الله في منطقة المطمرة. وزعم حزب الله أنه ضرب مباني جيش الاحتلال الإسرائيلي في المنارة. وقال جيش الاحتلال الإسرائيلي إنه هاجم أكثر من 15 منصة إطلاق وبنية تحتية عسكرية لحزب الله. وأصيب شخص واحد بقصف مدفعي إسرائيلي في كفر كلا. ووفقاً لوزارة الصحة اللبنانية، تم نقل شخص واحد إلى المستشفى بعد استنشاقه الفوسفور من القصف الإسرائيلي في برج الملوك.
في 27 سبتمبر، أعلن الجيش الإسرائيلي أن قصف المقر المركزي لحزب الله في بيروت مستهدفة زعيم حزب الله حسن نصر الله. وذكرت قناة المنار أن أربعة مبان انهارت في الهجوم. قُتل ستة أشخاص بمن فيهم نصر الله وأصيب ما لا يقل عن 100 شخص  في 28 سبتمبر، أفادت وكالة الأنباء الوطنية اللبنانية أن غارات الجيش الإسرائيلي ضربت مراكز للدفاع المدني وعيادة طبية في الطيبة ودير سريان مما أسفر عن مقتل 11 من العاملين الطبيين وإصابة 10 آخرين. في 29 سبتمبر، أدت غارة جوية إسرائيلية على منزل في ضهر العين إلى مقتل 11 شخصًا على الأقل. أفادت وكالة الأنباء الوطنية اللبنانية أن 17 فردًا على الأقل من عائلة واحدة قُتلوا وحوصر العديد من الآخرين تحت الأنقاض في غارة جوية إسرائيلية في زبود. أدت غارة إسرائيلية في عين الدلب إلى مقتل 32 شخصًا على الأقل وإصابة 29 آخرين. في 7 سبتمبر، قال جيش الاحتلال الإسرائيلي إنه ضرب منصة إطلاق صواريخ لحزب الله. كما ضربت الغارات الجوية الإسرائيلية منطقة بنت جبيل.  أطلق حزب الله حوالي 30 صاروخ كاتيوشا من لبنان مستهدفًا قاعدة جيش الاحتلال الإسرائيلي في جبل نيريا.  قال حزب الله إنه قصف مواقع جيش الاحتلال الإسرائيلي في حدب يارون ورحيب. تم إطلاق ثمانية صواريخ من لبنان على الجليل الغربي مما تسبب في أضرار لمنزل في شلومي وحريق في ليمان. شن جيش الاحتلال الإسرائيلي هجمات على قبريخا وعيتا الشعب وكفرشوبا، مما أدى إلى إصابة اثنين من المسعفين. أصابت الغارة الجوية الإسرائيلية شاحنة إطفاء في فرون مما أسفر عن مقتل ثلاثة مسعفين وإصابة اثنين من المسعفين وإصابة أحدهما بجروح خطيرة. زعم حزب الله أن صواريخه أصابت بدقة ضباط وجنود جيش الاحتلال الإسرائيلي في مقر الفرقة 91. كما قُتل عضوان من حركة أمل في غارة جوية إسرائيلية في جنوب لبنان. ووفقًا لإذاعة الجيش الإسرائيلي، تم إطلاق حوالي 100 صاروخ من لبنان إلى شمال إسرائيل في ذلك اليوم . في الرابع من سبتمبر/أيلول، قصفت القوات الجوية الإسرائيلية منصة لإطلاق الصواريخ تابعة لحزب الله في زبقين، وزعمت أنها أصابت "هياكل عسكرية" لحزب الله في الخيام وعيتا الشعب. كما قصف الجيش الإسرائيلي شوبا وعلما الشعب وكفر كلا. وأصيب شخصان على الأقل في غارة جوية إسرائيلية في الخيام. في 5 سبتمبر، قال جيش الاحتلال الإسرائيلي إن غاراته الجوية أصابت 10 بنى تحتية عسكرية وقاذفات لحزب الله، بينما أفادت وكالة الأنباء الوطنية اللبنانية بغارات جوية إسرائيلية في ضواحي مجدل زون والجبين ووادي حسن ووادي زبقين والعزية. قُتل شخص وأصيب شخص آخر في غارات جوية إسرائيلية بين كفرا وصديقين. كما أصابت الهجمات الإسرائيلية منطقة رأس الظهر في ميس الجبل وضواحي عيتا الشعب. في 6 سبتمبر، هاجمت القوات الجوية الإسرائيلية منشأة تستخدمها حزب الله لتخزين الذخيرة في محيط بليدا ومواقع عسكرية أخرى لحزب الله في محيط عيتا الشعب ويارين. وألحقت ثلاثة صواريخ مضادة للدبابات أطلقت من لبنان إلى شمال إسرائيل أضرارًا بالمباني في المطلة. في 6 سبتمبر، هاجمت القوات الجوية الإسرائيلية منشأة تستخدمها حزب الله لتخزين الذخيرة في محيط بليدا ومواقع عسكرية أخرى لحزب الله في محيط عيتا الشعب ويارين.
وألحقت ثلاثة صواريخ مضادة للدبابات أطلقت من لبنان إلى شمال إسرائيل أضرارًا بالمباني في المطلة. وقال جيش الاحتلال الإسرائيلي إنه هاجم أكثر من 15 منصة إطلاق وبنية تحتية عسكرية لحزب الله. وأصيب شخص واحد بقصف مدفعي إسرائيلي في كفر كلا. ووفقًا لوزارة الصحة اللبنانية، تم نقل شخص واحد إلى المستشفى بعد استنشاقه الفوسفور من القصف الإسرائيلي في برج الملوك. قال جيش الاحتلال الإسرائيلي إن أحد أعضاء حزب الله قُتل وأصيب عضو آخر في حزب الله في الغارة الجوية في ميس الجبل. كما أكد حزب الله مقتل أحد المسلحين. في 13 سبتمبر، قال حزب الله إنه ضرب أيضًا مواقع جيش الاحتلال الإسرائيلي في المرج والزبدين في شمال إسرائيل بالصواريخ. قال جيش الاحتلال الإسرائيلي إن القذائف التي أطلقت من لبنان أصابت الجليل الأعلى ومسجاف عام وسنير. زعم حزب الله أنه ألحق إصابات في غارة على موقع الجيش الإسرائيلي في بركة رشا. قُتل شخص واحد على الأقل وأصيب أربعة آخرون في غارة إسرائيلية بطائرة بدون طيار استهدفت مجمعًا سكنيًا في الأحمدية. أدت غارة جوية إسرائيلية في كفر رمان إلى إصابة 13 شخصًا.

#### الصواریخ (سبتمبر)
في 8 سبتمبر، قال جيش الاحتلال الإسرائيلي إن طائراته المقاتلة ضربت العديد من مباني حزب الله في عيترون ومارون الراس ويارون وقتلت بعض مقاتلي حزب الله. زعم حزب الله أن صواريخه أصابت كريات شمونة وأن صواريخه الكاتيوشا استهدفت شامير. في 25 سبتمبر، تمركز جيش يضم نحو 40 ألف مقاتل عراقي وسوري وحوثي حول مرتفعات الجولان، وهو ما زعم معهد دراسة الحرب أنه جزء من التحضير لغزو إسرائيلي للبنان. وبلغ عدد النازحين اللبنانيين نحو 500 ألف شخص. في 26 سبتمبر، أسفرت غارة إسرائيلية على مبنى من ثلاثة طوابق في يونين عن مقتل ما لا يقل عن 19 سوريًا ولبنانيًا، معظمهم من النساء والأطفال، وإصابة ثمانية آخرين. في 23 سبتمبر، نفذ جيش الاحتلال الإسرائيلي أكثر من 1600 غارة في لبنان، مما أسفر عن مقتل 492 شخصًا على الأقل وإصابة أكثر من 1645 آخرين بما في ذلك الأطفال والنساء والمسعفين وفقًا لوزارة الصحة اللبنانية. أطلق حزب الله حوالي 240. صاروخًا على إسرائيل والضفة الغربية ومرتفعات الجولان، مما أدى إلى إصابة خمسة أشخاص. أطلق أولاً 35 صاروخًا على شمال إسرائيل مستهدفًا قواعد ومستودعات جيش الاحتلال الإسرائيلي، مما أدى إلى إصابة رجل بجروح طفيفة في الجليل السفلي. أطلق لاحقًا حوالي 80 صاروخًا، مستهدفًا عدة مواقع بما في ذلك أرييل وكارني شمرون في الضفة الغربية المحتلة وحيفا. استهدفت المجموعة قواعد جيش الاحتلال الإسرائيلي ومنشآت أنظمة الدفاع المتقدمة رافائيل. تم استهداف علي كركي، قائد الجبهة الجنوبية لحزب الله، في غارة جوية إسرائيلية في الضاحية.
وقال حزب الله إنه نجا من الهجوم. كما قُتل قائد ميداني لحماس في غارة جوية إسرائيلية في جنوب لبنان. في 20 سبتمبر، ضربت الضربات الإسرائيلية العديسة ويارون وعيترون وميس الجبل والطيبة وكفركلا، كما أصاب قصفها المدفعي عيتا الشعب. وأكد حزب الله مقتل أحد أعضائه. تم إطلاق حوالي 60 صاروخًا على صفد، مما تسبب في اندلاع حرائق، وتم إطلاق حوالي 70 صاروخًا على شمال إسرائيل وتم إطلاق 20 صاروخًا على منطقة جبل ميرون.  قال حزب الله إن صواريخه استهدفت مقر اللواء المدرع 188. أدت ضربة إسرائيلية في ضاحية الضاحية ببيروت إلى مقتل إبراهيم عقيل، القائم بأعمال قائد قوة الرضوان النخبوية وأفراد آخرين بما في ذلك أحمد محمود وهابي، أحد كبار قادة حزب الله أثناء وجودهم في اجتماع. قُتل ما لا يقل عن 45 شخصًا بمن فيهم عقيل وهابي و14 من كبار قادة حزب الله وثلاثة أطفال وسبع نساء، بينما أصيب 68 شخصًا. ووردت أنباء عن إطلاق كثيف للصواريخ في شمال إسرائيل بعد ذلك. وزعم حزب الله أن صواريخه من طراز كاتيوشا أصابت قاعدة جيش الاحتلال الإسرائيلي في ميرون. كما قال حزب الله إنه استهدف قواعد جوية إسرائيلية وقواعد استخبارات ودبابة. في 19 سبتمبر، أصاب صاروخان موجهان مضادان للدبابات أطلقهما حزب الله سلسلة تلال راميم مما أدى إلى إصابة ثمانية أشخاص. وزعم حزب الله أنه استهدف موقعًا لجيش الاحتلال الإسرائيلي. قُتل جنديان إسرائيليان وأصيب تسعة آخرون في هجمات لحزب الله في محيط الحدود اللبنانية. تسببت ثلاثة صواريخ أطلقها حزب الله على المطلة في حرائق وإلحاق أضرار بالبنية التحتية الكهربائية. أسفرت غارة إسرائيلية على الحنية عن إصابة أربعة أشخاص. أفادت وكالة الأنباء الوطنية اللبنانية أن الغارات الجوية الإسرائيلية استهدفت المحمودية وقصر العروش وبركة جبور.
في 18 سبتمبر، تم الإبلاغ عن سلسلة أخرى من الانفجارات التي شملت أجهزة لاسلكية في جميع أنحاء لبنان، مما أسفر عن مقتل 30 شخصًا على الأقل وإصابة 750 آخرين. في 2 سبتمبر، قال الجيش الإسرائيلي إنها قصفت منصة إطلاق صواريخ لحزب الله في بنت جبل وقصفت كفرشوبا وشبعا. أدت هجمات طائرات بدون طيار شنها جيش الاحتلال الإسرائيلي على مركبة بالقرب من الناقورة إلى مقتل شخصين أحدهما شخص يعمل في شركة تنظيف متعاقدة مع قوة الأمم المتحدة المؤقتة في لبنان. كما أصابت الغارات الجوية الإسرائيلية مباني عسكرية لحزب الله في يارون وعيتا الشعب وحنين وطير حرفا وبليدا. وقال حزب الله إن صواريخ الكاتيوشا أصابت عين يعقوب وجعاتون ويحيى. تم إطلاق حوالي خمسة صواريخ وثماني طائرات بدون طيار من لبنان إلى شمال إسرائيل. هبطت طائرة بدون طيار مشتبه بها في محيط يعارا. في 7 سبتمبر، قال جيش الاحتلال الإسرائيلي إنه ضرب منصة إطلاق صواريخ لحزب الله. كما ضربت الغارات الجوية الإسرائيلية منطقة بنت جبيل. قال حزب الله إن صواريخه وقذائفه استهدفت مواقع لجيش الاحتلال الإسرائيلي. تم إطلاق ثمانية صواريخ من لبنان على الجليل الغربي مما تسبب في أضرار لمنزل في شلومي وحريق في ليمان. شن جيش الاحتلال الإسرائيلي هجمات على قبريخا وعيتا الشعب وكفرشوبا، مما أدى إلى إصابة اثنين من المسعفين. أصابت غارة جوية إسرائيلية شاحنة إطفاء في فرون مما أسفر عن مقتل ثلاثة مسعفين وإصابة اثنين آخرين. زعم حزب الله أن صواريخه أصابت مقر الفرقة 91 التابعة لجيش الاحتلال الإسرائيلي. كما قُتل عضوان من حركة أمل في غارة جوية إسرائيلية في جنوب لبنان. في 8 سبتمبر، قال جيش الاحتلال الإسرائيلي إن طائراته المقاتلة ضربت عدة مباني تابعة لحزب الله في عيترون ومارون الراس ويارون وقتلت بعض مقاتلي حزب الله. وزعم حزب الله أن صواريخه وطائراته بدون طيار ضربت كريات شمونة وشامير وموقع جيش الاحتلال الإسرائيلي في رأس الناقورة. واستهدف سلاح الجو الإسرائيلي موقعًا للبنية التحتية العسكرية لحزب الله في الريحان. واستهدفت ضربة صاروخية إسرائيلية منطقة الدبشة في خربة سلم. وقال حزب الله إن طائراته بدون طيار استهدفت نظام القبة الحديدية في مجمع جيش الاحتلال الإسرائيلي في الزوراء وأوقعت خسائر في صفوف أفراد جيش الاحتلال الإسرائيلي. وقال جيش الاحتلال الإسرائيلي إن طائراته المقاتلة ضربت مبنى لحزب الله في خربة سلم. في 10 سبتمبر، نفذت طائرات مقاتلة إسرائيلية غارات جوية على مباني عسكرية لحزب الله في عيتا الشعب والخيام والناقورة. كما ضرب جيش الاحتلال الإسرائيلي الناقورة باستخدام قذائف الهاون. أصابت غارة جوية إسرائيلية مركبة بالقرب من صغبين، مما أدى إلى إصابة شخصين. قال حزب الله إنه أطلق "عشرات" صواريخ الكاتيوشا وعدة طائرات بدون طيار على موقعين في شمال إسرائيل ردًا على ذلك. وقال جيش الاحتلال الإسرائيلي إنه ضرب منشأة لتصنيع الأسلحة لحزب الله في جويا، ومركز قيادة لحزب الله، ومواقع وقاذفات في النبطية، والمنصوري، وكفر كلا، والطيري. كما قال جيش الاحتلال الإسرائيلي إنه ضرب مبنى عسكريًا لحزب الله في رشاف بينما قال الدفاع المدني اللبناني إن 12 شخصًا أصيبوا في الضربة. في 11 سبتمبر، أدت غارة إسرائيلية بطائرة بدون طيار على دراجة نارية في ميس الجبل إلى مقتل شخص واحد على الأقل وإصابة آخر. قال حزب الله إنه شن أربع ضربات ضد أهداف تابعة لجيش الاحتلال الإسرائيلي.

#### الفوسفور (سبتمبر)
وزعمت وكالة الأنباء الوطنية اللبنانية أن جيش الاحتلال الإسرائيلي أطلق قذائف مدفعية تحتوي على الفوسفور الأبيض بين تل النحاس والحمامات، مما تسبب في اندلاع حريق. وقال الجيش  الإسرائيلي إنه ضرب مبنى لحزب الله في منطقة المطمرة. وزعم حزب الله أنه ضرب مباني جيش الاحتلال الإسرائيلي في المنارة. وقال جيش الاحتلال الإسرائيلي إنه هاجم أكثر من 15 منصة إطلاق وبنية تحتية عسكرية لحزب الله. وأصيب شخص واحد بقصف مدفعي إسرائيلي في كفر كلا. ووفقاً لوزارة الصحة اللبنانية، تم نقل شخص واحد إلى المستشفى بعد استنشاقه الفوسفور من القصف الإسرائيلي في برج الملوك.  وزعمت وكالة الأنباء الوطنية اللبنانية أن جيش الاحتلال الإسرائيلي أطلق قذائف مدفعية تحتوي على الفوسفور الأبيض بين تل النحاس والحمامات، مما تسبب في اندلاع حريق. وقال جيش الاحتلال الإسرائيلي إنه ضرب مبنى لحزب الله في منطقة المطمورة. وزعم حزب الله أنه ضرب مباني جيش الاحتلال الإسرائيلي في المنارة.  قالت وكالة الأنباء الوطنية اللبنانية إن الفوسفور الأبيض استُخدم في غارة إسرائيلية في الخيام.
اغتيال حسن نصر الله
في 27 سبتمبر/أيلول، أعلن الجيش الإسرائيلي أنه قصف المقر المركزي لحزب الله في بيروت مستهدفًا زعيم حزب الله حسن نصر الله، وهو ما أدى لاستشهاد نصر الله بالإضافة إلى 6 آخرين وأصيب أكثر من مئة شخص.
وفي 28 سبتمبر/أيلول، أدت غارات جوية إسرائيلية استهدفت مراكز للدفاع المدني وعيادة طبية في الطيبة ودير سريان عن استشهاد 11 من العاملين في المجال الطبي وإصابة 10 آخرين. في 29 سبتمبر/أيلول، أسفرت غارة جوية إسرائيلية على منزل في ضهر العين عن استشهاد 11 شخصاً على الأقل. فيما أفيد أن 17 فرداً على الأقل من عائلة واحدة استشهدوا وحوصر العديد من الآخرين تحت الأنقاض في غارة جوية إسرائيلية على زبود. وأسفرت مجزرة إسرائيلية بشن الطيران الإسرائيلي غارة على بلدة عين الدلب عن استشهاد 45 شخصاً وإصابة 75 آخرين على الأقل.
في 30 سبتمبر، أبلغت إسرائيل الولايات المتحدة أنها تنوي تنفيذ مناورة برية في لبنان بهدف «تفكيك البنية التحتية لحزب الله» على طول الحدود، وفي ذلك المساء، انسحبت القوات المسلحة اللبنانية وقوات اليونيفيل من الحدود الإسرائيلية اللبنانية إلى الشمال لمسافة 5 كيلومترات (3.1 ميل؛ 2.7 ميل بحري) من الحدود، بينما صنف الجيش الإسرائيلي مستوطنات المطلة ومسكاف عام وكفار جلعادي مناطق عسكرية مغلقة. وتجمعات قوات إسرائيلية على الحدود في جنوب لبنان، حيث أعلنت إسرائيل أنها تستعد لغزو بري محدود.
1 أكتوبر، الغزو الإسرائيلي البري للبنان
أعلن الجيش الإسرائيلي، صباح الثلاثاء 1 اكتوبر، بدء "عملية برية محددة الهدف والدقة" ضد ما وصفها بـ"أهداف تابعة لحزب الله" في المنطقة القريبة من الحدود في جنوب لبنان، وذلك وسط تصاعد المخاوف من اتساع نطاق الصراع إلى "حرب شاملة".
كشف تحقيق أوّلي للجيش الإسرائيلي، عن تفاصيل الهجوم بطائرة مسيرة  أطلقها "حزب الله" اللبناني على موقع عسكري في شمال إسرائيل، الأحد 13 اكتوبر، والذي قتل 4 جنود، وأصاب العشرات، معلناً اتخاذ إجراءات جديدة لتفادي مثل هذه الهجمات مستقبلاً.
وخلال الأسبوعين الماضيين، وبعد أن أرسلت إسرائيل قواتها بأعداد كبيرة إلى لبنان لأول مرة منذ 18 عاماً، تستكشف القوات الإسرائيلية الغابات الجبلية والقرى المهجورة، حيث تشارك في مواجهات مباشرة مع مقاتلي "حزب الله"، وتتعرض أحياناً إلى كمائن، تودي بحياة عدد من جنودها وتصيب آخرين.

قالت مفوضية الأمم المتحدة السامية لحقوق الإنسان الثلاثاء 15 اكتوبر، إنها تلقت تقارير تفيد بأن أغلب الضحايا الذين سقطوا في غارة إسرائيلية على مبنى بشمال لبنان وقتلت 22 شخصاً، كانوا من النساء والأطفال، فيما أشارت إلى أن 25% من الأراضي اللبنانية باتت خاضعة لأمر إخلاء عسكري إسرائيلي مباشر.
أفاد مكتب رئيس الوزراء الإسرائيلي أن طائرة مسيرة أطلقت من لبنان استهدفت منزل نتنياهو الواقع في قيسارية شمال تل أبيب. أفاد وزير الصحة اللبناني أن 163 من رجال الإنقاذ والعاملين في مجال الصحة فقدوا حياتهم، بينما أصيب 272 آخرون بسبب الهجمات الإسرائيلية وسط أكثر من عام من الصراع بين إسرائيل وحزب الله.
ورد أن الجيش الإسرائيلي قتل ثلاثة صحفيين في حاصبيا خلال هجوم مستهدف.
أعلن حزب الله في بيان له أن مقاتليه شنوا "هجومًا جويًا بسرب من الطائرات المسيرة المحملة بالمتفجرات" على قاعدة للجيش الإسرائيلي تقع شرقي صفد، وذلك بعد وقت قصير من إعلانه عن إطلاق "دفعة من الصواريخ". تكبد الجيش الإسرائيلي خسائر كبيرة في الأيام الأخيرة بسبب المواجهات مع حزب الله على طول الحدود. ففي الساعات الأربع والعشرين الماضية، قتل 10 جنود إسرائيليين في هذه الهجمات، وأصيب العديد من الآخرين.

## جرائم الحرب والآثار الإنسانية

### استهداف الصحفيين
ووفقاً لمجلس أوروبا، فإن الاستهداف المتعمد للصحفيين يشكل جريمة حرب. أثناء النزاع، ادعت منظمة مراسلون بلا حدود أن الجيش الإسرائيلي استهدف الصحفيين عمدًا. في 13 أكتوبر، بينما كانت مجموعة من صحفيي رويترز ووكالة فرانس برس والجزيرة تبث بثًا مباشرًا بالفيديو لموقع عسكري إسرائيلي في علما الشعب، أطلقت قذيفتان من الدبابات أصابت المجموعة بشكل مباشر. وقتل الأول مصور وكالة رويترز عصام عبد الله. وكانت الضربة الثانية أقوى بكثير وأدت إلى اشتعال سيارة الجزيرة، وهي سيارة تويوتا بيضاء، وكان يقف بجوارها صحفيا الجزيرة كارمن جوخدار وإيلي براخيا، بالإضافة إلى زميلهما في وكالة فرانس برس ديلان كولينز. كما أصيبت مصورة رويترز كريستينا عاصي بجروح خطيرة. وقال الجيش اللبناني إن الجيش الإسرائيلي أطلق الصاروخ الذي قتل عبد الله. وقال مراسل آخر لرويترز في مكان الحادث إن عبد الله قتل بقذائف أطلقت من اتجاه إسرائيل. وكان آخر منشور له على إنستغرام، والذي نُشر قبل أسبوع من مقتله، عبارة عن صورة لشيرين أبو عقلة، الصحفية الفلسطينية في قناة الجزيرة العربية التي قتلتها إسرائيل في عام 2022.
وخلص تقرير صدر في فبراير/شباط 2024 عن قوة الأمم المتحدة المؤقتة في لبنان إلى أن دبابة إسرائيلية قتلت عبد الله عندما أطلقت النار على "صحفيين يمكن التعرف عليهم بوضوح"، وأن هذا ينتهك القانون الدولي. وقدر التقرير "أنه لم يكن هناك أي تبادل لإطلاق النار عبر الخط الأزرق وقت وقوع الحادث"، ولم يسجل أي تبادل لإطلاق النار عبر الحدود لمدة 40 دقيقة قبل إطلاق الدبابة النار. أصابت هاتان الضربتان الصاروخيتان الإسرائيليتان، بفارق 30 ثانية، مجموعة من سبعة صحفيين في جنوب لبنان كانوا يغطون القتال على الحدود بين إسرائيل وحزب الله. وشوهد الصحفيون في مقطع فيديو وهم يرتدون سترات وخوذات تشير إلى أنهم "صحافة". وكانت العلامة موجودة أيضًا على سطح سيارتهم التي انفجرت بعد إصابتها بالصاروخ الثاني.

### استهداف المواقع الطبية والدينية
ويشكل استهداف المستشفيات، وكذلك المواقع الدينية، جريمة حرب. في 10 نوفمبر/تشرين الثاني، قصفت قوات الدفاع الإسرائيلية مستشفى ميس الجبل، مما أدى إلى إصابة طبيب. ولم تنفجر الصواريخ لكنها تسببت في أضرار بقسم الطوارئ والعديد من السيارات. وأدانت وزارة الصحة العامة اللبنانية الهجوم، قائلة إن "السلطات الإسرائيلية مسؤولة بالكامل عن هذا العمل غير المبرر، والذي كان من شأنه أن يؤدي إلى نتائج كارثية"، ودعت إلى إجراء تحقيق.

### الإستجابة الإنسانية
في 25 نوفمبر 2023، أعلنت الأمم المتحدة أن الصندوق الإنساني للبنان 4 ملايين دولار للاستجابة للاحتياجات الإنسانية للمواطنين النازحين أو الباقين في مناطق النزاع.

## الخسائر والأضرار
توقفت تجارة الزيتون في جنوب لبنان، والتي تعد المصدر الرئيسي للدخل للعديد من الناس، حيث أوقف المزارعون حصادهم خوفًا من القصف النشط. ووفقًا لوزير الزراعة عباس الحاج حسن، فقد احترقت 40 ألف شجرة زيتون بسبب الحرائق الناجمة عن قصف جيش الاحتلال  الإسرائيلي. كما قالت الوزارة إن 790 هكتارًا من الأراضي الزراعية تضررت و340 ألف حيوان مزرعة قد فقدت. وفي المجموع، تسبب جيش الاحتلال الإسرائيلي في خسائر زراعية بقيمة 3 مليارات دولار أمريكي. وتوقع معهد التمويل الدولي أن ينخفض الناتج المحلي الإجمالي للبنان بنسبة واحد في المائة بحلول نهاية عام 2023 وبنسبة 30 في المائة في عام 2024 في حالة استمرار امتداد الحرب. وفقًا لمجلس الجنوب، دمرت الضربات الإسرائيلية 1700 مبنى وألحقت أضرارًا بـ 14000 مبنى آخر وتسببت في أضرار تقدر بنحو 500 مليون دولار في المياه والكهرباء والاتصالات والبنية التحتية الأخرى.
أفاد مكتب الأمم المتحدة لتنسيق الشؤون الإنسانية أن 90 ألف لبناني نزحوا من منازلهم. في 5 فبراير، قال وزير الخارجية عبد الله بو حبيب إن حوالي 100 ألف نزحوا في لبنان. اعتبارًا من 2 مايو 2024، أفادت وزارة الصحة العامة اللبنانية بإصابة 1359 شخصًا.
تكبد الحزب خسائر كبيرة خلال الحرب ضد إسرائيل، إذ قُتل نحو 4000 عنصر وأصيب حوالي 3000 آخرين إصابات أخرجتهم من الخدمة الفعلية، كما انسحب قرابة 2000 مقاتل من صفوفه بشكل طوعي بعد اغتيال نصرالله. هذه التطورات تعكس تراجعًا ملحوظًا في القدرات البشرية والتنظيمية للحزب، وتثير تساؤلات حول مستقبله السياسي والعسكري في لبنان والمنطقة.

## ردود الفعل

### لبنان
في 6 تشرين الثاني/نوفمبر، أعلن رئيس حكومة تصريف الأعمال نجيب ميقاتي، أن حكومته ستقدم شكوى عاجلة إلى مجلس الأمن الدولي. وفي 2 يناير 2024 طلب نجيب ميقاتي من وزير الخارجية عبدالله بوحبيب تقديم شكوى عاجلة لمجلس الأمن الدولي ضد إسرائيل بعد اغتيالها قادة وعناصر من حماس بينهم صالح العاروري في غارة على ضاحية في بيروت.
وفي 16 فبراير 2024، تقدمت الحكومة اللبنانية بشكوى لمجلس الأمن الدولي تطلب إدانة الاعتداءات الإسرائيلية على الأراضي اللبنانية.
أعلن وزير القوات المسلحة الفرنسي سيباستيان ليكونو أن فرنسا ستتبرع بعشرات المركبات المدرعة للجيش اللبناني لمساعدته في تنفيذ مهام الدوريات. أعرب وزير الدفاع الأمريكي لويد أوستن عن قلقه بشأن دور إسرائيل في التوترات المستمرة مع لبنان. وقال فلسطينيون في مخيم شاتيلا للاجئين في بيروت للجزيرة إنهم سيقاتلون إلى جانب حزب الله ومحور المقاومة في حرب ضد إسرائيل، لكنهم قلقون على عائلاتهم ومدنييهم لأنهم يخشون أن تستهدف إسرائيل عمداً المناطق المدنية المكتظة بالسكان.

### العراق
في 9 يناير، حذر المتحدث باسم كتائب حزب الله جعفر الحسيني من أن المقاومة الإسلامية في العراق ستساعد حزب الله في محاربة إسرائيل إذا اندلعت الحرب بين الجانبين. وجاء هذا البيان بعد أسابيع قليلة من إعلان المقاومة الإسلامية في العراق مسؤوليتها عن هجوم بطائرة بدون طيار على حقل كاريش للغاز. في 24 يونيو، صرح قيس الخزعلي زعيم عصائب أهل الحق، في خطاب متلفز أنه إذا استمرت الولايات المتحدة في دعم إسرائيل في توسيع الحرب إلى لبنان وحزب الله، فإن الجماعة ستبدأ في مهاجمة المصالح الأمريكية في العراق والشرق الأوسط.

### بلدان أخرى
منذ يونيو 2024، أصدرت وزارات خارجية كندا والكويت وألمانيا وهولندا ومقدونيا الشمالية بيانات تحث مواطنيها على مغادرة لبنان بسبب مخاوف من تصعيد الصراع. وقالت القوات المسلحة الكندية إنها تخطط لإجلاء مواطنيها البالغ عددهم 20 ألفًا من لبنان في حالة التصعيد، على الرغم من أنها ستحتاج إلى الدعم من حلفائها. أعلن وزير القوات المسلحة الفرنسي سيباستيان ليكورنو أن فرنسا ستتبرع بعشرات المركبات المدرعة للجيش اللبناني لمساعدته في تنفيذ مهام الدوريات. منذ يونيو 2024، أصدرت وزارات خارجية كندا والكويت وألمانيا وهولندا ومقدونيا الشمالية بيانات تحث مواطنيها على مغادرة لبنان بسبب مخاوف من تصعيد الصراع. وقالت القوات المسلحة الكندية إنها تخطط لإجلاء مواطنيها البالغ عددهم 20 ألفًا من لبنان في حالة التصعيد، على الرغم من أنها ستحتاج إلى الدعم من حلفائها.

### اقتصاديًا
ونتيجة للمواجهات، علقت الخطوط الجوية الدولية السويسرية ولوفتهانزا رحلاتهما إلى بيروت، في حين نقلت شركة طيران الشرق الأوسط اللبنانية خمس طائرات من أصل 24 طائرة إلى إسطنبول كإجراء احترازي. ونصحت أستراليا وكندا وفرنسا وألمانيا وإسبانيا والمملكة المتحدة بعدم السفر إلى لبنان، في حين سحبت السفارة البريطانية أفراد عائلات موظفيها.